# Гражданская война в Греции
Гражда́нская война́ в Гре́ции (греч. Ελληνικός Εμφύλιος Πόλεμος, o Emfýlios Pólemos, «гражданская война») (1946 — октябрь 1949 года) — гражданская война в Греции, которая велась с 1946 по 1949 год между греческим правительством и его армией, поддерживаемыми Великобританией и США, и Коммунистической партией Греции и её вооружёнными силами, поддерживаемыми СССР, Югославией, Албанией и Болгарией. В результате трёхлетнего противостояния победа была одержана правительственными силами.
Гражданская война стала результатом крайне поляризованной борьбы между левой и правой идеологиями, начавшейся в 1943 году. С 1944 года каждая из сторон стремилась воспользоваться вакуумом власти, возникшим в результате прекращения оккупации Греции странами «оси» (1941—1944 гг.). С лета 1946 года конфликт принял форму гражданской войны между прокоммунистическими партизанами и правительственными войсками монархического режима, ориентированного на поддержку Великобритании и США. Геополитически Гражданская война в Греции стала первым витком холодной войны между Великобританией и США, с одной стороны, и СССР и его союзниками, с другой. Поражение коммунистов, которым Советский Союз прекратил оказывать помощь, в конечном итоге привело к вступлению Греции в НАТО (1952 год) и установлению влияния США в Эгейском море.

## Периодизация
Гражданское противостояние в Греции можно разделить на два условных этапа:
- Прелюдия Гражданской войны в Греции (1943—1945): боевые столкновения между (ЭЛАС) и другими вооружёнными силами, поддерживаемыми англичанами, с целью установления послевоенного контроля над страной.
- Гражданская война в Греции (1946—1949).

## Предыстория конфликта (1941—1944)
Вооружённые столкновения между армией, силами безопасности, консервативными, прокоролевскими, либеральными и ультраправыми силами, с одной стороны, и преимущественно антикоролевскими коммунистическими силами, с другой, стали результатом многолетнего соперничества. В некотором смысле гражданская война была результатом накопленных политических и социальных процессов, начиная с эпохи национального раскола в 1915 году, усилившейся после Малоазийской катастрофы, прибытия и расселения огромного числа беженцев, кульминацией которых стала диктатура 4 августа.
Корни гражданской войны можно проследить также в конфликтах между различными организациями сопротивления во время оккупации, действиями коммунистов по развалу греческой армии, участие Великобритании в сопротивлении (как и в других странах) с целью войны против стран «оси» и, в конечном итоге, контроля над послевоенным политическим развитием в Греции. Краеугольным камнем стратегии Черчилля в Греции стало возвращение короля Георга II. Важным усугубляющим фактором стало отсутствие демократически узаконенной власти, которая бы объединила борьбу сопротивления. Правительство в изгнании в Каире никогда не подвергалось критике со стороны греков, так как оккупации предшествовала диктатура Метаксаса.
Катализатором конфликта стало нацистское вторжение и захват Афин 27 апреля 1941 года, после чего король Георг II и греческое правительство эвакуировались в Египет, где было провозглашено правительство в изгнании, признанное Великобританией, но не Советским Союзом. Уинстон Черчилль призвал короля Греции Георга II назначить умеренный кабинет министров. В результате в новом кабинете осталось только двое старых министров, которые работали при режиме Иоанниса Метаксаса.
Греция была оккупирована странами «оси», после чего было создано коллаборационистское правительство, которому не хватало легитимности и поддержки населения. Неумелое управление экономикой в условиях военного времени привело к безудержной инфляции, острой нехватке продовольствия и голоду среди гражданского населения, что подорвало доверие греков к марионеточному режиму. 

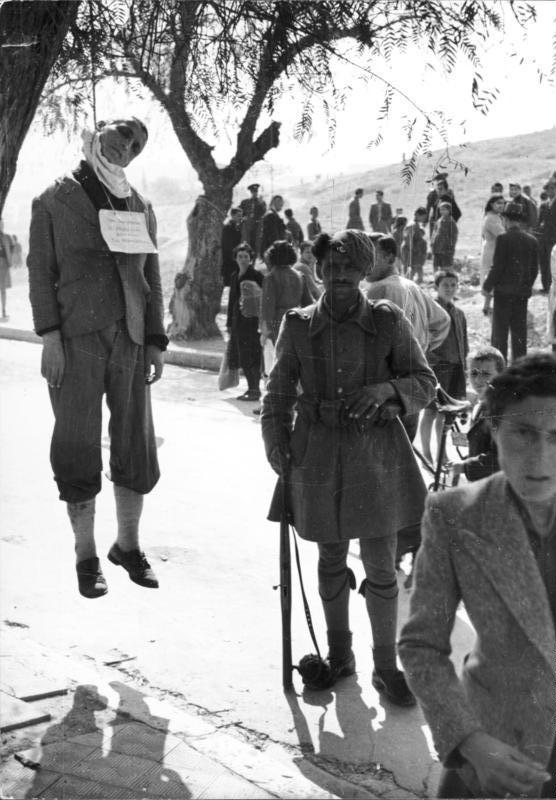
Член батальона безопасности рядом с казнённым за пособничество греческому сопротивлению.

Неспособность традиционных политических сил активно противостоять оккупантам способствовала заполнению вакуума власти организациями движения сопротивления, которое зародилось сначала в восточной Македонии и Фракии, оккупированной болгарскими войсками. Во многих городах были организованы крупные демонстрации патриотической организации «Защитники северной Греции». Самыми крупными организациями Сопротивления стали: Национально-освободительный фронт Греции (ЭАМ), Народная республиканская греческая лига (ЭДЕС) и Национальное и социальное освобождение (EKKA). ЭАМ была создана 27 сентября 1941 года коммунистами и представителями трёх других левых партий, провозгласивших, что они следуют советской политике создания широкого единого фронта против фашизма. ЭДЕС, республиканская антикоммунистическая организация, выступавшая против возвращения монархии, была основана 9 сентября 1941 года офицерами греческой армии.
На Ближнем Востоке эмигрантское правительство сформировало вооружённые силы из офицеров и солдат, эвакуировавшихся или бежавших из Греции. Вместе с ними прибывали и коммунисты, конечной целью которых являлась не только антифашистская борьба, но также желание получить контроль над будущей армией. Таким образом, в королевских вооружённых силах на Ближнем Востоке сосуществовали политические группы с противоположными взглядами. Сосуществование продолжалось до спровоцированного коммунистами мятежа в вооружённых силах, подавленного британцами. В результате греческая армия была практически упразднена: вместо 2 дивизий, которые предположительно должны были с триумфом войти в Рим, как результат греко-итальянской войны и с победой вернуться на родину, армия была сведена в одну бригаду, которая в сентябре 1944 года проявила себя в Италии при Римини.
Когда ход войны изменился в пользу союзников, организации сопротивления начали бороться за влияние на политическое будущее страны. Это, параллельно с соперничеством между победившими силами, сформировало два лагеря правых и левых сил.

### Конфликт между ЭЛАС и ЭДЕС (1943—1944)
ЭАМ представляла собой коалицию небольших, преимущественно левых партий, в которой доминировала КПГ (Коммунистическая партия Греции). В феврале 1942 года КПГ сформировало свои собственные вооружённые силы, ЭЛАС, во главе с Арисом Велухиотисом (член ЦК КПГ). ЭЛАС была организована на основе структуры довоенной греческой армии: на всей территории страны существовали армейские корпуса, дивизии, дивизионные группы. В «Свободной Греции» была офицерская школа, в которой работало более 800 офицеров довоенной греческой армии и ряд унтер-офицеров. Вскоре партизаны ЭЛАС стали контролировать большую часть сельской местности материковой Греции, кроме Эпира и центральной части страны, где действовали ЭДЕС и ЕККА. К концу 1944 года ЭЛАС стала крупнейшей военной структурой в стране.
ЭДЕС, костяк которой состоял из большого числа офицеров довоенной греческой армии, возглавлялась полковником Наполеоном Зервасом. Зервас полагал, что ЭАМ была нацелена на установление коммунистического режима после освобождения Греции от оккупантов. Это убеждение сделало его очень подозрительным к любому действию ЭАМ-ЭЛАС. В то же время убеждение ЭАМ в том, что Зервас сотрудничает с оккупантами, в свою очередь углубило взаимное недоверие двух организаций.
К 1943 году войска стран «оси» и их пособники контролировали только главные города и соединительные дороги, оставляя горную местность сопротивлению. В частности, ЭАМ-ЭЛАС контролировал большую часть горных районов страны, в то время как ЭДЕС ограничивался Эпиром, а ЕККА контролировала центральную часть Греции. К началу 1944 года ЭЛАС могла призвать почти 25 000 человек с оружием в руках, ещё 80 000 работали в качестве материально-технической поддержки, ЭДЕС имело примерно 10 000 человек, и ЕККА также примерно 10 000 человек.
Для борьбы с растущим влиянием ЭAM и опасаясь возможного захвата власти после поражения Третьего рейха, в 1943 году Иоаннис Раллис, премьер-министр коллаборационистского правительства, санкционировал создание военизированных формирований, известных как батальоны безопасности. Насчитывая 20 000 человек в 1944 году, состоящие в основном из местных фашистов, заключённых, сочувствующих военнопленных и насильно призванных солдат, они действовали под немецким командованием в операциях по обеспечению безопасности.
ЭЛАС неоднократно пыталась подчинить или уничтожить другие греческие организации сопротивления. В начале марта 1943 года произошёл первый конфликт: ЭЛАС атаковала и разоружила партизанскую группировку Сарафи-Костопулоса. 7 мая 1943 года в Термо ЭЛАСом Георгиосом Папайоанну был атакован отряд Эдесситиса. В апреле ЭЛАС напал на группировку ПАО (Панэллинская Организация Освобождения) с целью разоружения и казнил её офицеров. В мае ЭЛАС напал на EKKA и ещё раз совершил нападение в июне.
В июне 1943 года, при участии ЭAM, ЭДЕС, EKKA и миссии британских союзников, прибывших в греческие горы, было подписано соглашение о создании совместного генерального штаба для координации сопротивления, разногласия между организации сопротивления были временно прекращены. Тем не менее, усилия ЭДЕС по созданию своих команд в районах, находящихся под контролем ЭЛАС, а также интеграция крайне правых (про-роялистов) в ЭДЕС и сотрудничество ЭДЕС в Афинах с немцами, отрицательно настроило к себе ЭAM. По мнению некоторых историков, ЭAM разрабатывало планы военного захвата Афин в конце оккупации, а также создания правительства в районах, которые они контролировали, в то время как ЭДЕС разрабатывал свои планы захвата власти и немедленного введения демократического управления.
Вскоре после этого ЭЛАС был вынужден под давлением британцев издать приказ о прекращении военных действий с соответствующими организациями сопротивления. Однако чуть позже ЭЛАС снова напал на ПAO в районах Паико и Като Пиера. К июню команда Севастакиса была разоружена ЭЛАСом в Като Ахайя. В августе ЭЛАС напал на команду капитана Телемаха Вреттакоса и казнил его, а также распустил организацию полковника Джаннакопулоса в Артемизии, Месинии.
В августе 1943 года в Каире состоялись встречи между представителями ЭАМ и правительством в изгнании, чтобы положить конец междоусобной борьбе между организациями сопротивления, но ничего не было решено. В октябре ЭЛАС атаковал и уничтожил группу Христоса Карачалиу в районе Илии.

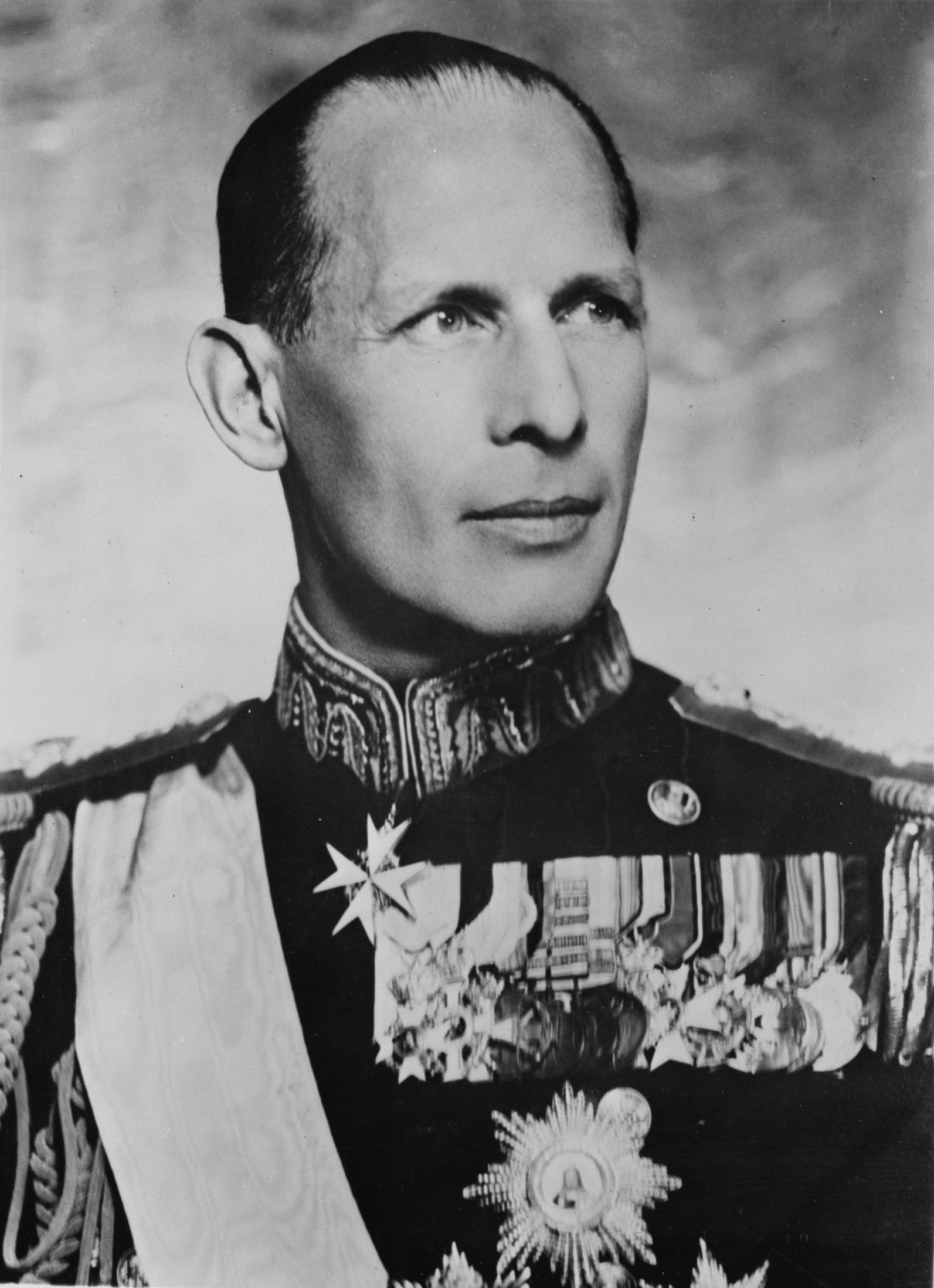
Неизвестно, стало ли возвращение короля Георга II одним из основных факторов начала гражданской войны, но после его возвращения страна перешла к открытой фазе конфликта.

После возвращения делегации из Каира в сентябре 1943 года в ЭЛАС были уверены, что британцы с помощью ЭДЕС и EKKA попытаются вернуть короля Георга II. Арис Велухиотис зашёл так далеко, что описал британцев хуже, чем немцев, и предложил следующее: либо ЭДЕС и EKKA сформируют общий фронт против попытки короля вернуться, либо ЭЛАС распустит их силой. Тем не менее, ЭАМ на своём заседании не решила начать гражданскую войну.
Новые вооружённые столкновения начались в начале октября с ареста должностных лиц ЭAM со стороны ЭДЕС после того как ЭЛАС атаковала позиции ЭДЕС в Эпире. 3 октября ЭЛАС разоружил небольшое партизанское подразделение ЭДЕС в Фессалии по обвинению в том, что его командир был вором домашних животных и имел прямые отношения с оккупантами. 7/8 октября, после вооружённого столкновения в Цепелово, Метсово, высокопоставленные члены КПГ в эпирском районе были арестованы. Причиной столкновения и ареста Симоса Карагициса со стороны ЭДЕС стали географические сферы влияния партизанских отрядов. Это вызвало немедленную реакцию ЭЛАС и лично Ариса Велухиотиса, было приказано арестовать представителей ЭДЕС в объединённом генеральном партизанском штабе, а также начать кампанию по расформированию ЭДЕС привлекая большое количество партизан ЭЛАС. После того как член центрального комитета КПГ, Захариадис был задержан в Дахау, Андреас Цимас (политический лидер ЭЛАС) приказал четырём подразделениям ЭЛАС атаковать ЭДЕС в Эпире.
Видя, что ЭДЕС будет между двумя противниками, Зервас решил тайно договориться с немцами о неофициальном прекращении огня. 4 октября комитет с представителем, президентом Международного комитета Красного Креста Биккелем, по согласованию с немцами, прибывает в штаб-квартиру ЭДЕС в Вургарелли. Красный Крест пытался защитить население Эпира от возмездия немцев из-за партизанских отрядов. Те же контакты с Комитетом Биккеля были установлены 8-м отделом ЭЛАС с лидерами Насси и Писпери, но когда они связались с генеральным штабом ЭЛАС, все контакты были категорически отклонены. Однако, по словам Наполеона Зерваса, он сам уведомил ЭАМ и штаб-квартиру союзников о контактах с Красным Крестом.

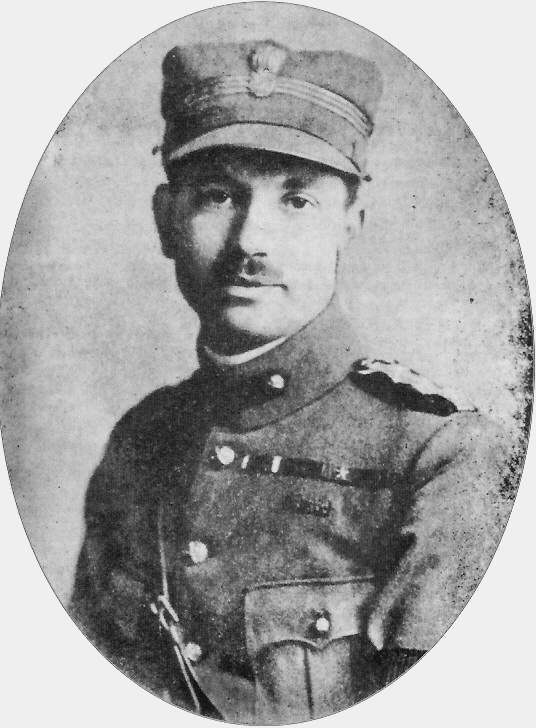
Димитриос Псаррос, лидер ЕККА.

ЭЛАС обвинил ЭДЕС в сотрудничестве с оккупантами. Недавние исследования показывают, что совместные операции ЭДЕС и немцев против сил ЭЛАС также имели место..
Поскольку подразделения ЭЛАС были намного сильнее, им удалось победить ЭДЕС в боях, и они угрожали силам ЭДЕС полным уничтожением. Уверенность ЭЛАС в том, что она сможет ликвидировать ЭДЕС, привело к отклонению предложения британцев о прекращении огня. В то же время начались немецкие операции по борьбе с повстанцами, что дало Зервасу возможность спасти своих бойцов.
Желание британцев по политическим и военным причинам положить конец гражданской войне, ослаблению ЭДЕС и неспособности ЭЛАС противостоять двум противникам привело к перемирию 4-5 февраля 1944 году, которое, однако, не погасило накопленных противоречий.
В начале 1944 года события развивались быстро и ситуация вышла из-под контроля. Бывшие члены организаций сопротивления, распущенных ЭЛАС, массово вступали в батальоны безопасности с целью мести и продолжения борьбы с ЭЛАС в сотрудничестве с оккупационными властями.
ЭАМ возглавила единоличные выборы в «Национальный комитет освобождения», на которых впервые проголосовали женщины. Согласно декларации НКО, целью ЭАМ было освобождение страны от иностранных захватчиков и восстановление греческого государства на основе интересов греческого народа. Почти полная поддержка британцами сторонних организаций обострила страсти. Британцы прекратили финансовую поддержку ЭАМ после мятежа в греческой армии на Ближнем Востоке, которое резко изменило их отношение к ЭАМ. Убийство партизанами ЭЛАС лидера ЕККА (Народное и социальное освобождение) Димитриоса Псарроса, после отказа последнего присоединиться к ЭЛАС, и роспуск полка эвзонов в апреле 1944 года усилили противостояние.
Таким образом, причиной конфликта стала монополизация вооружённого сопротивления в сельской местности со стороны ЭЛАС. Другие организации были либо расформированы ЭЛАС, а их руководители убиты (например Псаррос, Вреттакос, Карахалиос), а члены либо насильно включались в ЭЛАС, либо бежали в Египет, где вступали в подразделения греческой армии.

### Египетский «мятеж» и ливанская конференция

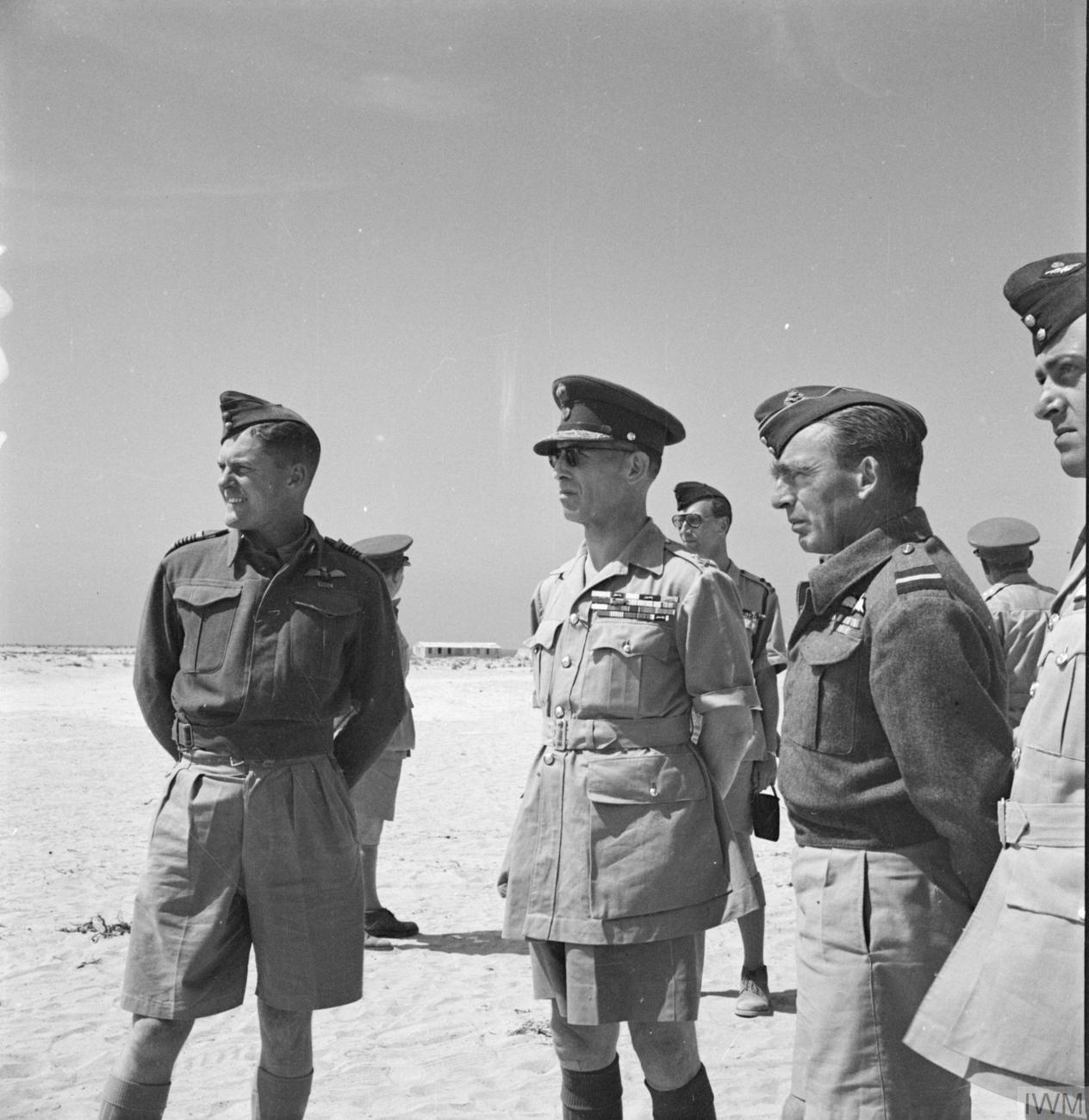
Георг II во время его визита на греческую военно-воздушную базу, 1944 год.

В вооружённых силах на Ближнем Востоке начали действовать коммунистические агитаторы, которые подстрекали солдат на откровенный мятеж, называя их офицеров фашистами. Первый кризис возник в марте 1943 года, когда «Антифашистская Военная Организация» или АВО (созданная по инициативе греческих коммунистов) взбунтовала солдат пехотного батальона ΙΙ бригады, расположенной в Сирии: солдаты отказались принимать нового командира, а 150 офицеров бригады, по наущению АВО, были названы «фашистами» и были вынуждены подать в отставку. Был выдвинут ряд требований, такие как удаление части офицеров и перестановки в правительстве. Эти требования были приняты. Мартовское движение закончилось полной победой АВО. После этого в июле АВО выдвинула новые требования. Греческое правительство обратилось за помощью к британцам, которые взяли под греческую армию и помогло правительству восстановить над ней контроль.
Девять месяцев спустя известие о создании на освобождённой ЭЛАС территории «Политического Комитета Национального Освобождения» (греч. Πολιτική Επιτροπή Εθνικής Απελευθέρωσης — ΠΕΕΑ), известного и как «Правительство гор», подтолкнуло АВО к новым действиям. 31 марта 1944 года делегация солдат отправилась в Каир с требованием о признании «Правительства гор» и роспуска греческого эмигрантского правительства. Затем в частях армии вспыхнул вооружённый мятеж. Мятеж встревожил союзников: обеспокоенность была высказана Черчиллем, а также Рузвельтом. Сам Уинстон Черчилль лично занялся этим вопросом. Британцы разоружили греческие сухопутные войска: 8 000 из 18 500 мятежников были заключены в концентрационные лагеря. На флоте подавление проводилось исключительно греческими силами.

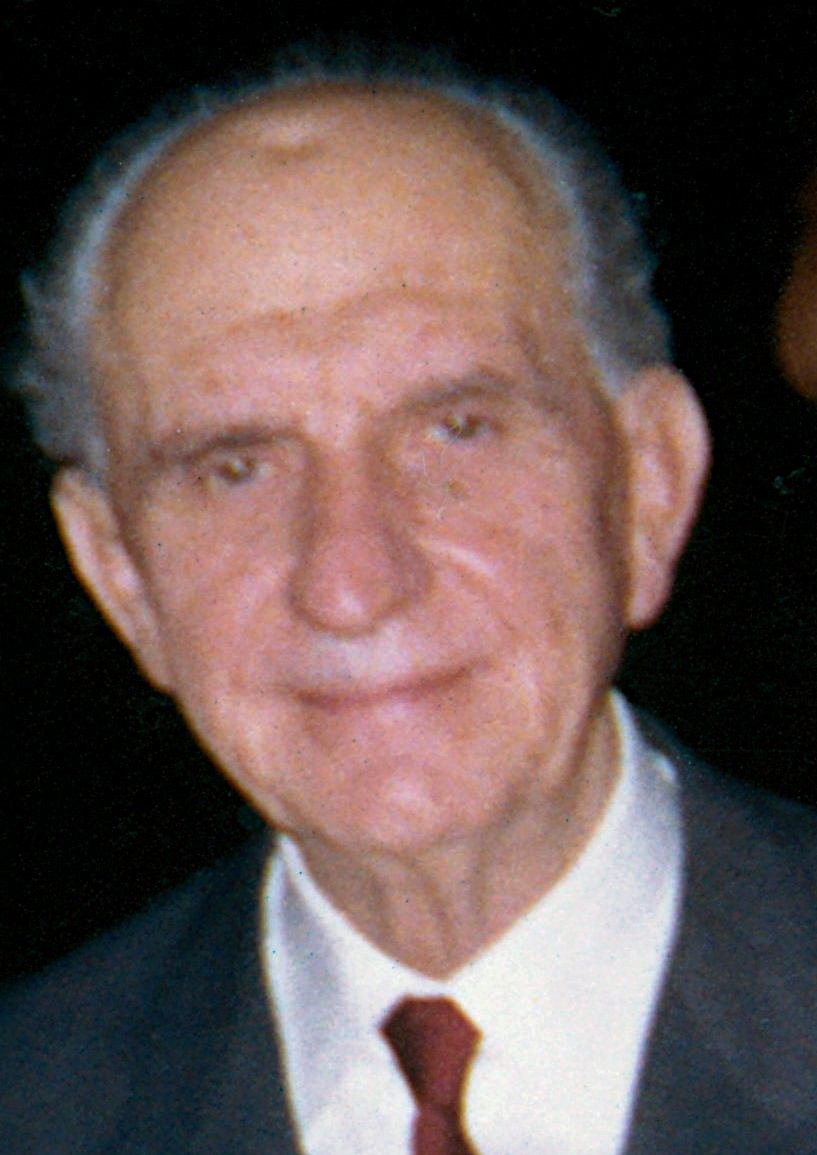
Георгиос Папандреу

В мае 1944 года на ливанской конференции делегация ЭАМ согласилась на объединение всех сил сопротивления под властью эмигрантского правительства Георгиоса Папандреу. В результате в октябре коммунисты заявили о роспуске ПEEA.

## Борьба за власть после освобождения страны (1944-1945)
В то время как для большинства греков Великобритания была главной надеждой на окончание войны, для ЭЛАС высадка британских войск представляла собой главную проблему, связанную с захватом власти.
В конце лета 1944 года оккупационные войска постепенно покинули территорию Греции. Благодаря контактам между представителями британской и немецкой сторон было решено, что немецкое оружие не должно попасть в руки ЭЛАС и не уничтожалась инфраструктура Афин. Силы ЭЛАС вошли во многие города, оставленные оккупантами. Хотя в Афинах ЭЛАС не расправлялся над коллаборантами, так как те находились под защитой немецких войск, которые всё ещё были в городе, но в других местах разгромили их силы, как в Мелигаласе и Килкисе. В Каламата на центральной площади был казнён «префект» Перотис, командир батальона безопасности в Мессинии. Батальоны безопасности, понимая безысходность своего положения, боролись до конца. 

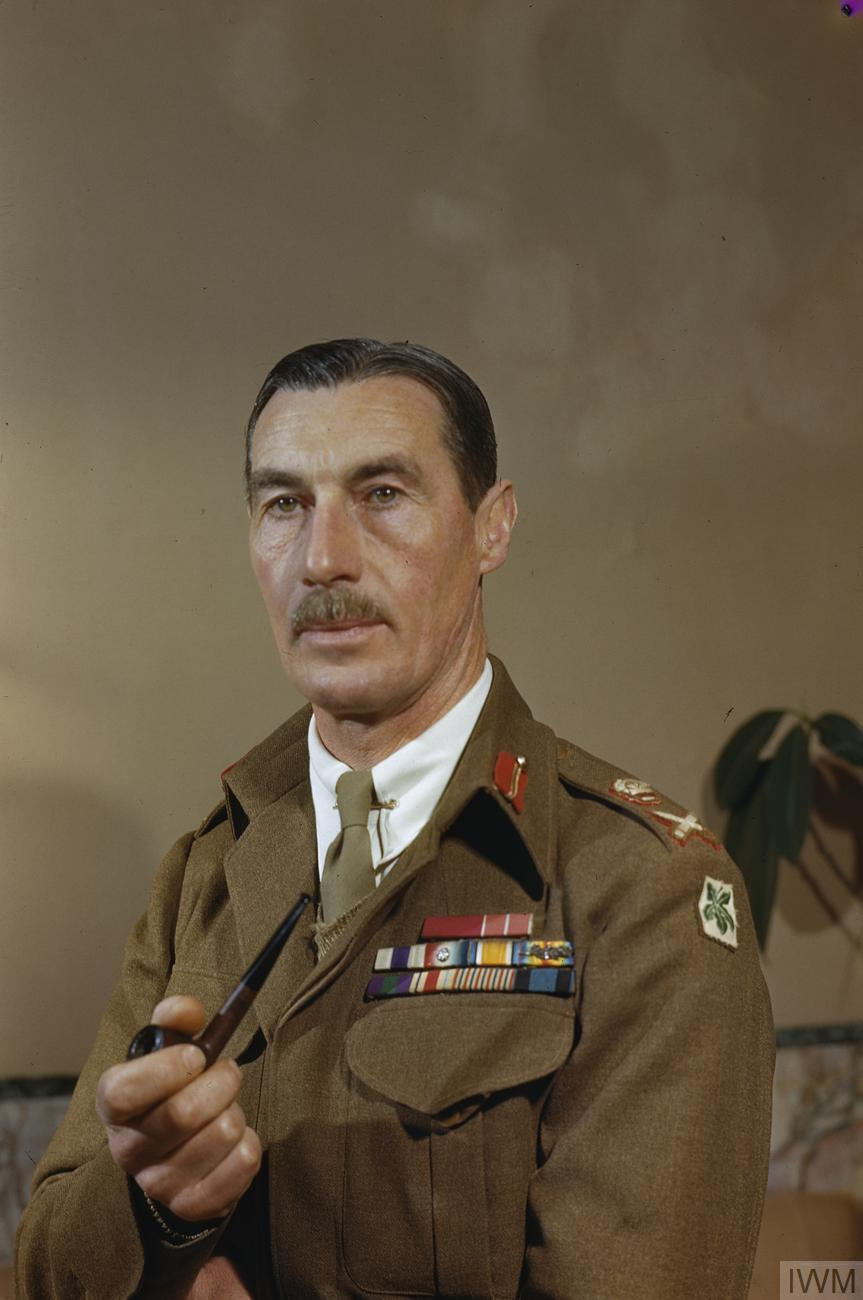
Рональд Скоби

В соответствии с разделом сфер влияния между СССР и Великобританией и в соответствии с договорённостями, принятыми на конференциях в Ливане и Италии, проведённых с участием основных партизанских групп, 12 октября 1944 года британские войска под командованием генерала Рональда Скоби (операция «Манн») высадились в Греции. К этому времени немецкие войска уже полностью очистили страну, и большая её часть была освобождена партизанами. 13 октября британские войска вошли в Афины, в единственный район, всё ещё занятый немцами. Папандреу и его министры прибыли в Афины шесть дней спустя.

### Декабрьский конфликт

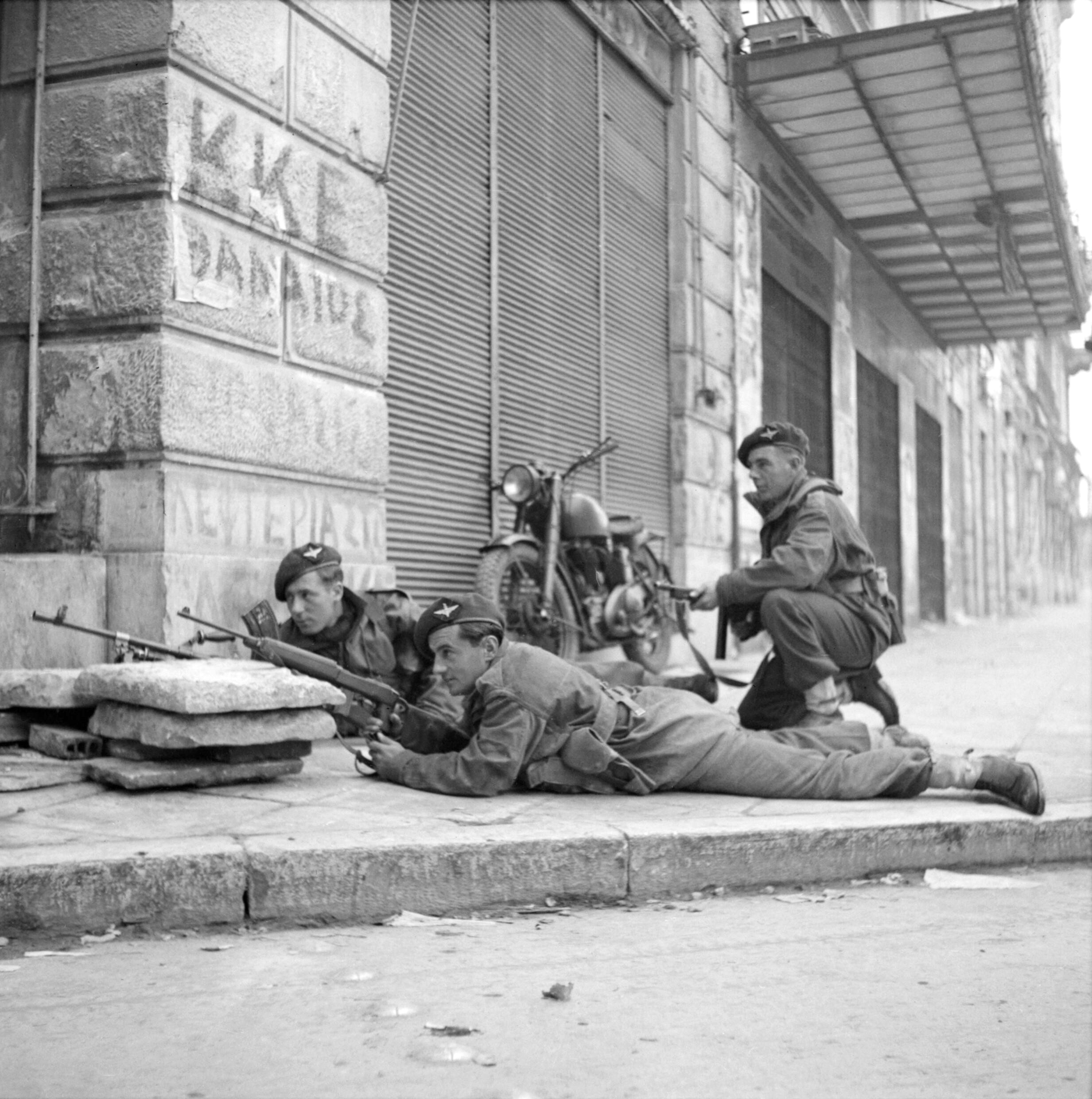
Британские солдаты во время декабрьского конфликта в Афинах (6 декабря 1944 год).

Согласно Казертскому соглашению от сентября 1944 года, все силы сопротивления в Греции передавались под командование британского генерала Рональда Скоби. После требований генерала Скоби о разоружении всех партизанских сил (с оставлением небольших подразделений ЭЛАС и ЭДЕС, которые в случае необходимости могли быть использованы в операциях на Крите и в Додеканесе против оставшейся немецкой армии), коммунисты выступали против. Они потребовали, чтобы правительство также разоружило свои войска, а именно 3-ю Греческую бригаду и Священный отряд. Папандреу отказался это сделать, аргументируя своё решение тем, что это были единственные регулярные части греческой армии, воевавшие до того в Северной Африке и Италии. В результате 2 декабря шесть министров ЭАМ, большинство из которых были коммунистами, подали в отставку со своих постов в «правительстве национального единства». ЭАМ призвала к всеобщей забастовке и объявила о реорганизации ЭЛАС.
Демонстрация, назначенная на 3 декабря и запрещённая правительством, всё равно состоялась и была разогнана полицией. В этот же день в Афинах вспыхнули бои между силами ЭЛАС и британскими войсками. В поддержку правительства были направлены британские подкрепления (15 000 в Афинах, по словам М. Лиматоса, только в первые дни декабря). На стороне правительства воевали также члены правой организации «X», бывшие солдаты батальонов безопасности, спасавшиеся в Афинах от расправ ЭЛАС, а также другие организации греческого сопротивления.
Ранним утром 4 декабря бойцы ЭЛАС начали операцию в районе Афин-Пирей, атаковав 10-й отряд полковника Гриваса. Вечером состоялась мирная демонстрация членов ЭАМ и траурная процессия. Правительственные войска не предприняли никаких действий, но процессия была атакована людьми полковника Гриваса, мстившими за предыдущее нападение на них; было убито более 100 человек. 4 декабря Папандреу подал прошение об отставке Скоби, который его отклонил. К 12 декабря ЭΑΜ контролировал большую часть Афин и Пирея. Британцы, оказавшись в меньшинстве, перебросили из Италии 4-ю индийскую пехотную дивизию, с целью увеличения своих сил в Греции до 80 000 — 90 000 человек. В остальной Греции столкновений между британскими войсками и ЭЛАС не было. Однако отряды ЭЛАС в Центральной Греции и Эпире напали на бойцов ЭДЕС, вынудив тех бежать на Ионические острова.

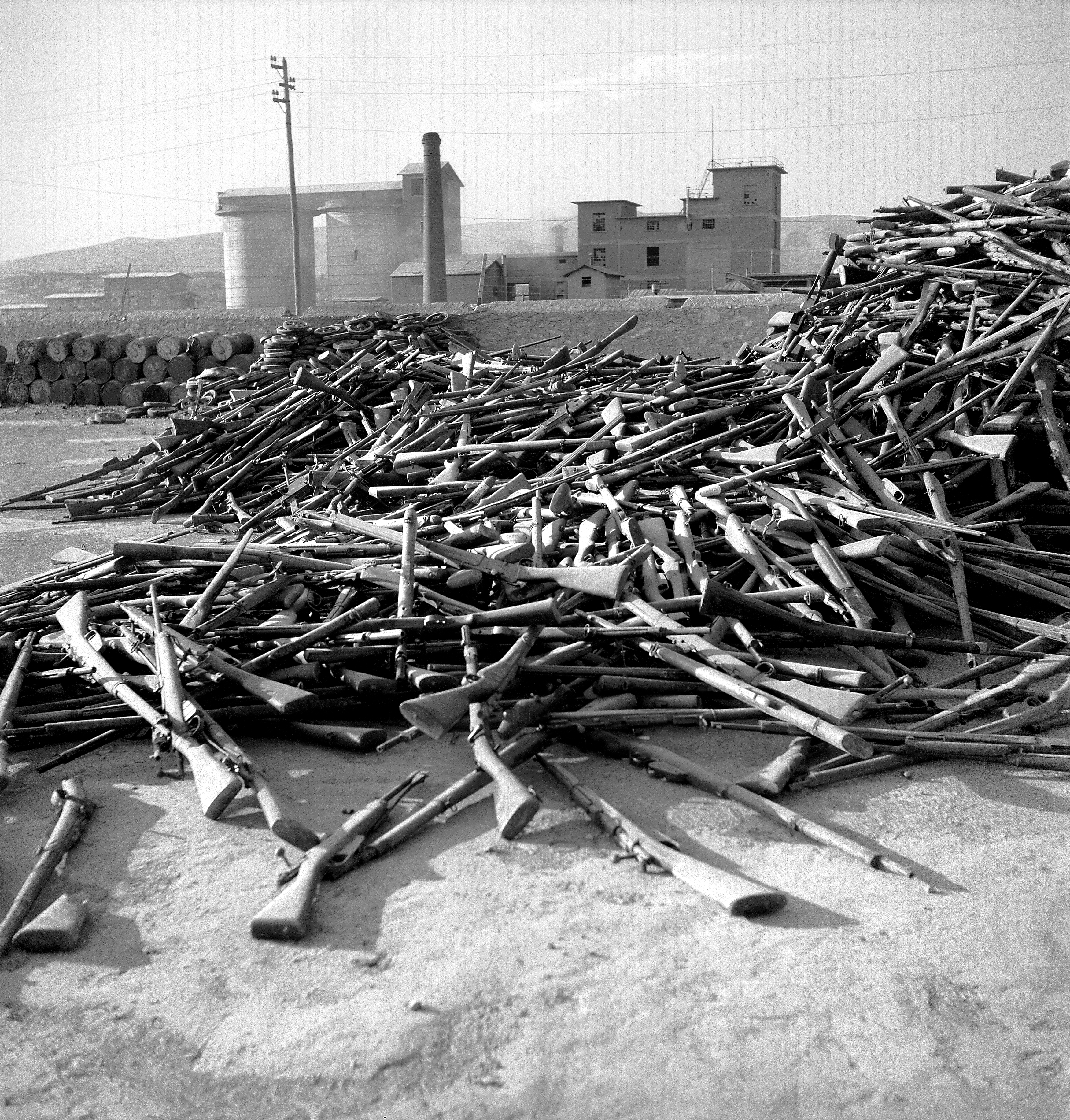
ЭЛАС сдал оружие после Варкизского соглашения.

Конфликт продолжался в течение всего декабря, и силы противостоящие ЭЛАС, постепенно одерживали верх.. На Рождество премьер-министр Великобритании Уинстон Черчилль посетил Афины для переговоров, которые потерпели неудачу. Попытки нападения на него со стороны бойцов ЭЛАС вынудили его покинуть Афины. Боевые действия закончились 11 января 1945 года.
12 февраля 1945 года ЭAM и правительство подписали так называемое Варкизское соглашение, которое предусматривало разоружение ЭЛАС, восстановление политических свобод, амнистию за политические преступления (но не уголовные), проведение референдума и выборов. Соглашение так и не было полностью выполнено, поскольку коммунисты отказались полностью разоружиться, а правительство не проводило полной амнистии. В сельской местности, где ещё действовали военные законы, против бывших бойцов ЭЛАС и противников монархии начались репрессии полугосударственных военизированных сил. Эти действия, известные как «белый террор», спровоцировали создание коммунистами своих военизированных групп.

## Интерлюдия (1945—1946)

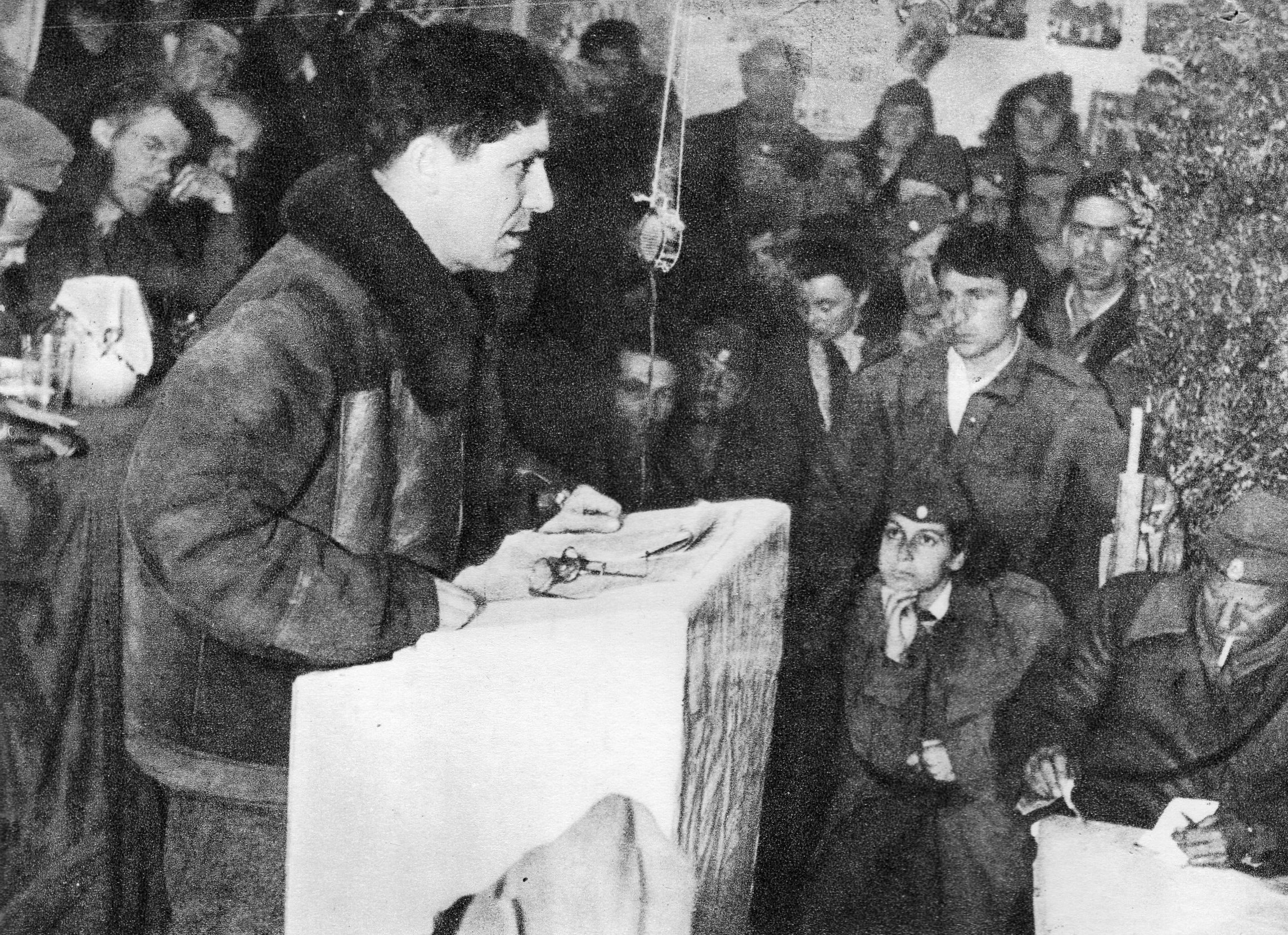
Никос Захариадис

После подписания Варкизского соглашения произошла полная демобилизация ЭЛАС и всех других военизированных групп, и страна стала готовиться к проведению референдума по вопросу о монархии и всеобщим выборам. КПГ оставалась легальной, и её лидер Никос Захариадис, вернувшийся из Германии в апреле 1945 года, заявил, что цель КПГ состоит в том, чтобы «народная демократия» была достигнута мирными средствами. Противником данного курса был бывший лидер ЭЛАС Арис Велушиотис, призвавший ветеранов-партизан начать вторую борьбу. КПГ дезавуировала призыв Велушиотиса, и вскоре он покончил с собой, окружённый силами безопасности.

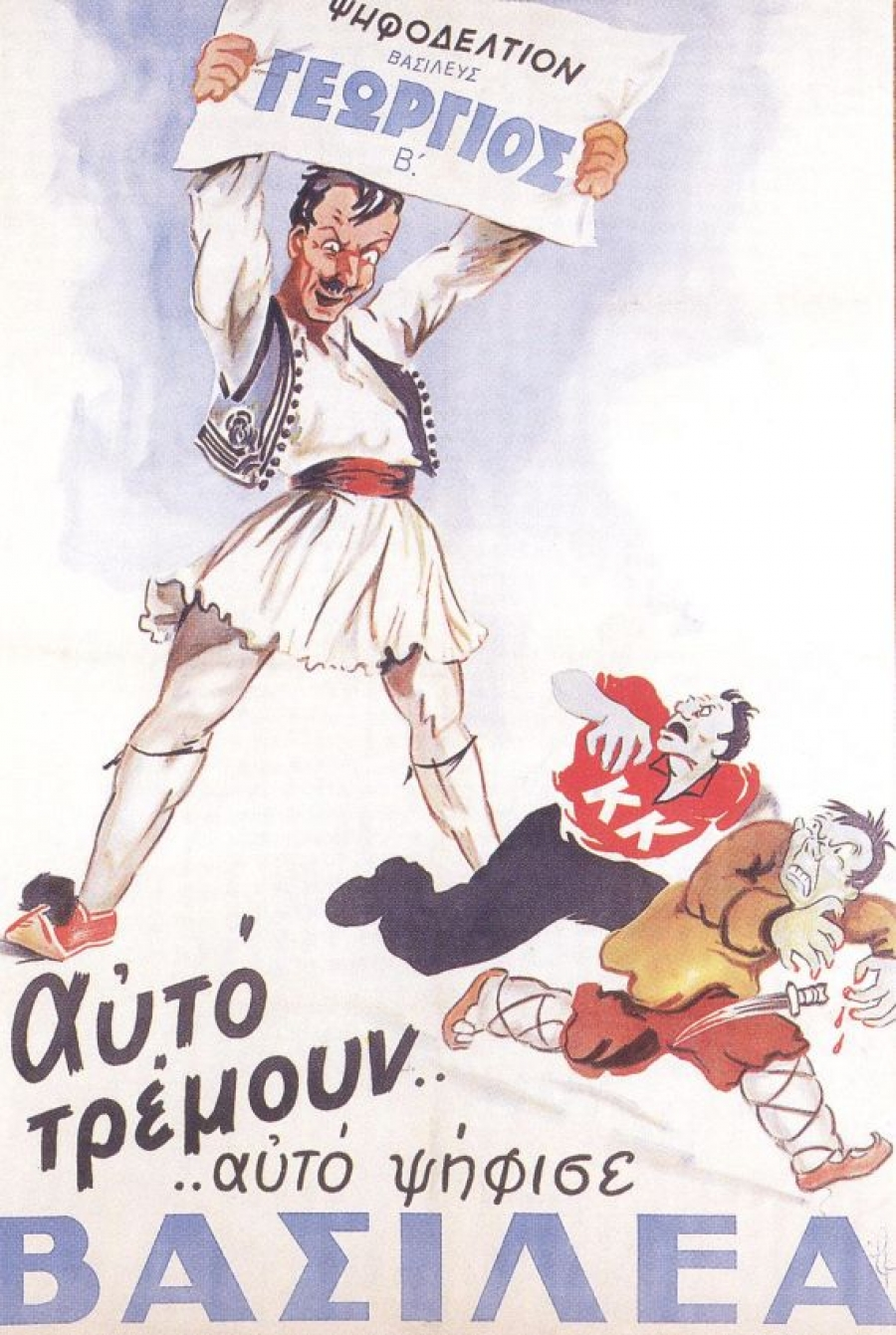
Антикоммунистический плакат во время референдума о сохранении монархии: «Вот чего они боятся! Голосуйте за короля!»

Амнистия не стала всеобъемлющей, поскольку многие действия во время немецкой оккупации и декабрьских событий были классифицированы как уголовные. В результате многие бойцы ЭЛАС спрятали своё оружие в горах, и 5000 из них бежали в Югославию. На рубеже 1945-1946 годов антикоммунистические силы убили около 1190 коммунистов. В начале 1946 года в Каламате были убито десятки левых активистов. Целые деревни, которые в своё время помогали ЭЛАС, подвергались нападениям правых формирований. Нападавшие признавали, что они «мстят» за свои страдания от действий ЭЛАС во время «красного террора». Ответный «белый террор» привёл к тому, что многие бывшие члены ЭЛАС снова взялись за оружие.
Поскольку отношения между Советским Союзом и западными союзниками ухудшились и началась Холодная война, КПГ вскоре изменила свою прежнюю политическую позицию. Выбор в пользу эскалации конфликта был  связан с выводом, что подрыв режима, который не был успешным в декабре 1944 года, теперь может быть достигнут. 5 февраля 1946 года Генеральный секретарь КПГ Захариадис попросил указаний из Москвы: стоит ли КПГ участвовать в предстоящих выборах или начать вооружённую борьбу. Через три дня ему посоветовали участвовать в выборах и не идти на вооружённый конфликт. Однако руководство КПГ решило в феврале 1946 года, «взвесив внутренние факторы, балканскую и международную обстановку», приступить к «организации новой вооружённой борьбы против монархо-фашистского режима». Это решение, оформленное решением второго пленарного заседания КПГ, привела к ускорению начала гражданской войны.

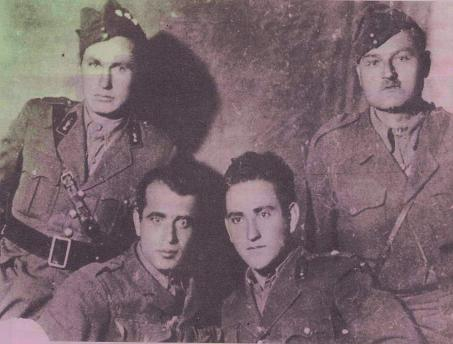
Группа Александроса Росиоса (второй справа) напала на жандармерию в Литохоро в ночь выборов в марте 1946 года.

31 марта 1946 года состоялись первые послевоенные парламентские выборы. КПГ объявила бойкот выборам, так называемое «политическое воздержание», что помогло получить большинство мест в парламенте коалиции про-роялистских фракций Объединённый патриотический фронт (его основу составляла консервативная Народная партия), которая получила 55,12 %. На основе ЭДЕС была создана правая Национальная партия во главе с Наполеоном Зервасом. КПГ не признала результаты выборов и осудила выборы как незаконные и сфальсифицированные.
В ночь выборов 33 коммунистических партизана во главе с Александросом Росиосом (Ипсилантис) напали на участок жандармов.. В результате было убито 11 человек (9 жандармов и 2 национальных гвардейца). На следующий день «Ризоспастис», официальная газета КПГ, объявила: «власти и банды фабрикуют предполагаемые нападения коммунистов», но их заявление фактами не было подтверждено. Считается, что этот шаг был символическим актом, выражающим стремление руководства КПГ не только проявить инициативу в конфликте, но и предупредить о своей силе и возможности защищаться в период «белого террора».
В этих условиях правительство Цалдариса одобрило 18 июня третью резолюцию «Против посягающих на общественный порядок и территориальную целостность страны». Начались судебные преследования левых и им сочувствующих. Стали утверждаться смертные приговоры, первые казни состоялись в конце следующего месяца. В ответ 7 июля близ села Поитокерасия (северная Греция, провинция Македония) коммунистические партизаны нанесли поражение армейской роте, 20 солдат которой присоединились к нападавшим. Правительство начало реорганизацию вооружённых сил для создания сильной армии. Были проведены массовые чистки лиц, подозреваемых в левых взглядах. Были сформированы Подразделения сельской безопасности (MAY) и Подразделения выборочного преследования (ΜΑΔ), на которые возлагались задачи контроля над положением в сельской местности и оперативного задержания коммунистических активистов.
1 сентября состоялся референдум о сохранении монархии. КПГ приняла в нём участие и агитировала против монархии, однако 68,4 % проголосовали за сохранение монархии и 31,6 %, соответственно, против. КПГ заявила, что референдум был сфальсифицирован и не признала его итоги. В Афинах возвращение короля Георга II было встречено ликованием.
Потерпев поражение в политической борьбе, КПГ пошла на вооружённый конфликт и приступила к организации своих боевых отрядов. Вооружённые отряды ветеранов ЭЛАС стали проникать в Грецию через горные районы вблизи югославской и албанской границ. Начали возникать окружные командования партизан. Первое из них было создано 29 августа в Западной Македонии, затем 24 сентября — в Фессалии и несколько позже — в Пелопоннесе и других местах. 26 октября в Цуке, Хасия, была создана так называемая Демократическая армия Греции (ДАГ) под командованием ветерана ЭЛАС Маркоса Вафиадиса (известного как «генерал Маркос»), ранее посланного КПГ для объединения уже существующих групп. ДАГ начала боевые действия против правительственных войск и жандармерии.

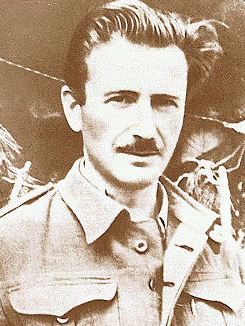
Маркос Вафиадис

## Силы сторон

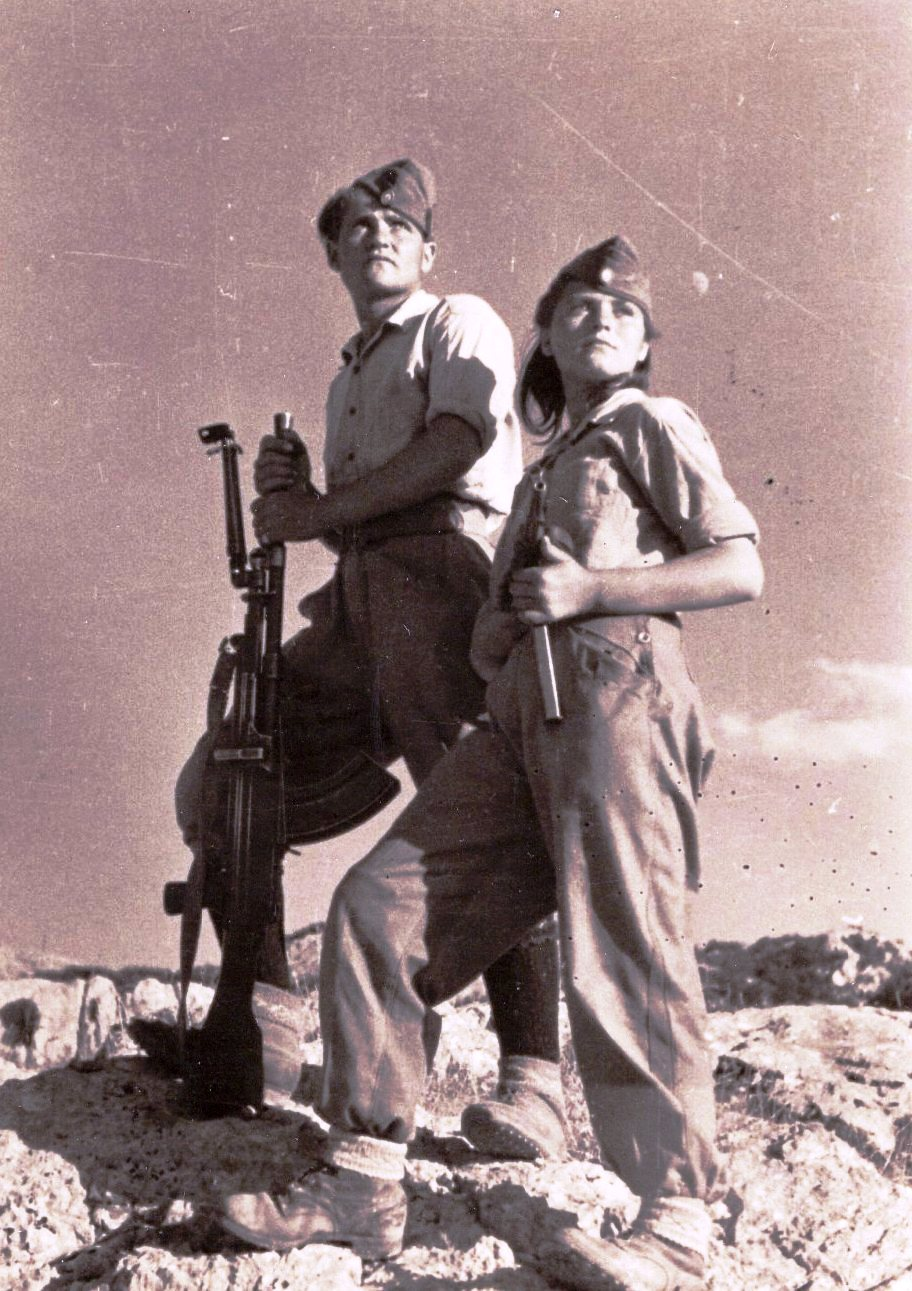
Бойцы ДАГ

В начавшейся гражданской войне противостояли, с одной стороны, коммунистическая Демократическая армия Греции, с другой, Вооружённые силы Греции при содействии жандармерии и батальонов национальной безопасности.
Все политические силы страны и правительство Темистоклиса Софулиса призвали граждан вступать в греческую армию. В армию также шли бывшие солдаты батальонов безопасности. Жандармерия и национальная гвардия помогали греческой армии, где это требовалось, в то время как в других местах они несли караульную службу. Наконец, добровольно сражались против коммунистов различные консервативные и антикоммунистические формирования. Правительственная армия широко использовала военно-воздушные силы и, где это возможно, военно-морской флот. Греция получила значительную материальную поддержку сначала из Великобритании, а затем из Соединённых Штатов). Американский генерал Джеймс Ван Флит взял на себя общую координацию действий греческой армии. В вооружённые силы Греции были направлены американские военные советники, занимавшиеся обучением правительственных войск и планированием антипартизанских операций, был создан
объединённый греко-американский штаб. К концу 1948 г. в Грецию было доставлено 797 тыс. тонн американской военной техники и снаряжения, перевозку которых осуществляли 379 морских судов. Правительству Греции были переданы 140 самолётов, свыше 47 тыс. авиабомб, 3890 орудий и миномётов, более 127 тыс. винтовок и автоматов. 5 млн. снарядов и мин, 384 млн. патронов, 1320 тыс. ручных гранат. Кроме того, были поставлены автотранспорт, средства связи, обмундирование и другое военное имущество.
Позже Греция приняла доктрине Трумэна, которая на практике вылилась в дополнительную экономическую и военную помощь.
Против правительственных войск вела борьбу Демократическая армия Греции (ДАГ), получившая большое количеством оружия, боеприпасов и других предметов снабжения от соседних недавно созданных социалистических государств: Югославии, Болгарии и Албании. В горах для доставки этого были построены автомобильные дороги. В мае 1947 года генеральный секретарь КПГ Никос Захариадис на советском самолёте прилетел в Москву и передал две записки о потребностях ДАГ. Он заверял, что в случае адекватной помощи со стороны СССР ДАГ в 1947 году добьётся серьёзных успехов, которые позволят взять под контроль повстанцев северную часть страны. Сталин пообещал материальную и дипломатическую помощь греческим коммунистам. СССР и ФНРЮ начали поставлять ДАГ оружие, включая малокалиберные артиллерийские орудия. Правда, в 1945—1946 годах советская помощь была невелика: ослабленный и обескровленный тяжелейшей войной СССР был занят собственным восстановлением. Например, 23 ноября 1945 года Политбюро ЦК ВКП(б) выделило Компартии Греции 100 тыс. долларов, а согласно распоряжению советского правительства от 24 апреля 1946 года КПГ были отправлены ротационная машина и 200 тонн газетной бумаги. Помощь Югославии, которая началась во второй половине 1946 года и закончилась во второй половине 1948 года, была безвомездной и имела решающее значение для боеспособности ДАГ в северной Греции. Эта помощь включала, помимо военных принадлежностей, одежду, еду, лекарства, помощь пострадавшим, пропагандистскую поддержку, финансовую помощь, моральную и политическую поддержку. Также в Грецию были направлены военные советники, которые оказывали профессиональную поддержку персоналу ДАГ, в том числе в практике использования оружия и создании военной медицинской службы. Кроме того, территория Югославии была базой для отступления ДАГ, там же обучались её бойцы, командиры и политкомиссары.

Ещё в ходе Потсдамской конференции СССР потребовал от союзников предоставления в бессрочное пользование порта Салоники с перспективой размещения там ВМФ и авиации, что прямо угрожало американо-британским интересам в Средиземноморье, позволяя СССР воздействовать на морские коммуникации в Средиземноморье в случае нарастания военной напряжённости. В обмен на эту концессию СССР был готов принять любой режим в Греции (интерес к Салоникам был велик — порт был взят под контроль британскими силами, королева Фредерика лично посетила коммунистических повстанцев в Салониках). Неизвестно каков был бы ответ Запада, если бы не удачные испытания атомной бомбы накануне Потсдамских переговоров, но отказ западных держав предоставить Салоникский порт стимулировал советское руководство начать активно поддерживать греческих повстанцев и македонских сепаратистов (Салоники расположены на территории Македонии) с целью откола северных областей страны от Греции и присоединения их к Югославии или Болгарии, что могло обеспечить СССР прямой выход к Средиземному морю минуя нейтральную Турцию, к которой СССР так же предъявлял территориальные претензии (после того, как Югославия заняла нейтральную позицию, — к июлю 1949 года любая помощь греческим повстанцам через Югославию была прекращена, — и наметился отчётливо выраженный советско-югославский конфликт, а планы операций по физическому уничтожению Тито и руководства Югославии по тем или иным причинам неоднократно срывались, СССР утратил перспективу занятия Салоников и, как следствие, интерес к дальнейшей поддержке ДАГ).
Огромное количество бойцов ДАГ были славянами-македонцами, жившими на севере Греции. На службу в ДАГ было призвано также много женщин. В то время как в ноябре 1948 года их было 12-15 %, в апреле они составляли уже почти 70 % во вспомогательных службах и 30 % в боевых частях. На пятом пленуме КПГ, состоявшимся 31 января 1949 года, была принята резолюция, в которой говорилось, что после победы коммунистов Эгейская Македония должна была стать «независимым и равноправным членом демократической федерации балканских народов».

## Гражданская война: 1946—1949 годы

### Развитие конфликта в 1946 году
Коммунистические правительства Югославии и Албании поддерживали бойцов ДАГ. КПГ поддерживала открытую линию связи с Коммунистической партией СССР, и её лидер Никос Захариадис неоднократно бывал в Москве. В мае 1947 года генеральный секретарь КПГ Н. Захариадис на советском самолёте прилетел в Москву и передал две записки о потребностях ДАГ. Он заверял, что в случае адекватной помощи со стороны СССР ДАГ уже в 1947 г. добьётся серьёзных успехов, которые позволят взять под контроль повстанцев северную часть страны. Сталин пообещал материальную и дипломатическую помощь греческим коммунистам. СССР и ФНРЮ начали поставлять ДАГ оружие, включая малокалиберные артиллерийские орудия.
К концу 1946 года ДАГ смог задействовать около 16 000 партизан, в том числе 5000 на Пелопоннесе и в других районах Греции. Согласно пропаганде ДАГ, его бойцы «сопротивлялись господству террора, который правые банды проводили по всей Греции». На Пелопоннесе местные партийные функционеры во главе с Вангелисом Рогакосом разработали план боевых действий задолго до решения перейти к партизанской войне, согласно плану, число партизан, действующих на материке, будет обратно пропорционально количеству солдат, которых противник будет концентрировать в регионе. В начале 1948 года 3-я дивизия ДАГ на Пелопоннесе насчитывала от 1000 до 5000 бойцов.
К концу года на большей территории страны шли бои. 13 ноября более чем 300 партизан атаковали деревню Скра, убив 17 жандармов. 21 ноября подразделения ДАГ атаковали в районе Спарты вооружённую группу правых и рассеяли её. 31 декабря ДАГ временно оккупировала Ипати. Непосредственным результатом событий в районе Скра и в Спарте явились переговоры между британским министром иностранных дел Бевином и государственным секретарём Соединённых Штатов Бирнсом о мерах по подавлению коммунистических партизан. 3 декабря греческое правительство направило Совету Безопасности ООН жалобу на соседние соцстраны, в которой заявлялось, что они «поддерживают ожесточённые партизанские действия, ведущиеся в настоящее время в Северной Греции». Для расследования фактического положения на северных границах этой страны Совет Безопасности 19 декабря 1946 г. решил учредить комиссию из числа представителей всех его членов..
25 декабря главное командование ДАГ опубликовало воззвание, в котором потребовало прекращения английской оккупации и проведения новых выборов в качестве условия прекращения партизанской войны. За примирение выступил и лидер либералов Софулис.

### Конфликт в 1947 году
После того, когда британцы в феврале 1947 года заявляли о своём намерении покинуть Грецию, правительство Греции обратилось к США, куда в декабре 1946 года отправился премьер-министр Константинос Цалдарис. В начале января США направили группу экспертов во главе с Полом А. Портером в Грецию. Одним из требований американской стороны было создание правительства более широкого сотрудничества с участием центристских фракций. Под давлением США правое правительство Цалдариса подало в отставку, и 24 января 1947 года было сформировано более широкое коалиционное правительство с новым премьер-министром Димитриосом Максимосом.
Соединённые Штаты официально выразили свою поддержку Греции, подключив её к доктрине Трумэна, объявленной президентом США 12 марта. Согласно доктрине Трумэна, Соединённые Штаты будут оказывать финансовую и военную поддержку Греции. План помощи Греции был одобрен Конгрессом 10 мая, а 22 мая план вступил в силу. Условия американской помощи были определены подписанием греко-американского соглашения 20 июня 1947 года. Руководителем миссии США по оказанию помощи был Дуайт Гринсвальд, бывший губернатор Небраски, который прибыл в Грецию 14 июля 1947 года. Значимым политическим событием в этот период стала внезапная смерть короля Георга I в апреле 1947 года. Георга сменил его преемник Павел I.
С февраля 1947 года арестованных левых активистов стали помещать в лагерь на острове Макрониссос. 20 марта 1947 года был убит Яннис Зевгос, член политбюро ЦК КПГ и один из должностных лиц ЭАМ, который стал министром в правительстве национального единства Георгиоса Папандреу в 1944 году. Убийство Зевгоса было приписано «проправительству» «внутри левых, а для газеты "Ризоспастис" это было преступлением» монархо-фашистов". 

Лагеря ДАГ, а также их пути проникновения в Грецию

С начала 1947 года боевые действия между противоборствующими сторонами продолжились. Силы ДАГ достигали 9-10 тысяч человек, постоянно занимавших крупные горные комплексы в Пиндосе (Граммо, Вичи, Мургана) и в горном массиве Македонии-Фракии (Каймакцалан, Белес, Родопи). Также важные гористые острова в Фессалии (Асия, Антихасия, Олимп), Румели (Отрис, Аграфа), Пелопоннесе (Парнон, Тайгет), Македонии (Вермио, Пиерия, Кердилия), Крите и Самосе. Генеральный штаб правительственных войск оценивал в 26 000 кв. километров территории, постоянно контролируемой партизанами. ДАГ также рассчитывала на массовую поддержку населения на занятых ею территориях и на тех, которые она будет оккупировать. Услуги в основном осуществлялись гражданскими организациями, так что число в 9 000–10 000 человек активных партизан составляло четыре пятых всех сил, поддерживавших КПГ. 13 февраля 1947 года группа солдат ДАГ на Пелопоннесе внезапно захватила на несколько часов Спарту и освободила 176 заключённых из городской тюрьмы.
К середине апреля 1947 года планы руководителей КПГ существенно радикализировались и заключались в том, чтобы Демократическая армия Греции установила в стране, “несмотря на трудности, народно-демократический строй и национальную независимость”. Перед М. Вафиадисом ставилась цель создания так называемой свободной территории “не только в гористых местностях, но и в основных, с точки зрения политико-экономического значения областях”. При этом особое значение придавалось Македонии. Взятие Салоник, этой северной столицы Греции, было стратегической целью ДАГ, как она определялась И. Захариадисом.
В свою очередь, с апреля правительственные войска стали осуществлять план «Терминиус» с целью уничтожения партизанских отрядов, действующих в центральной и северной Греции. Боевой состав наступающих достигал 60 тысяч солдат и офицеров. Первая фаза операции развернулась в Северной Румелии. ДАГ разгадало замысел противника, стремившегося окружить партизан, и противопоставило ему свой план. В ночь на 11 апреля, в то время как правительственные войска продолжали продвигаться в глубь партизанских территорий, основные силы партизан, осуществив смелый рейд, вышли в район Рентина, оказавшись таким образом в тылу наступающих. 12 апреля такой же успешный манёвр совершили части ДАГ, находившиеся в междуречье Ахелоос и Мегдовы, а 18–19 апреля вырвались из окружения и партизаны, действовавшие в районе горного массива Козякаса..
1 мая правительственные войска возобновили действия по плану «Терминиус» в Западной Македонии. В этом регионе отряды ДАГ под командованием Ипсилантиса и Зигураса Димитриоса попытались организовать оборону в труднодоступном горном массиве Орлякос, но после ожесточённых боёв отступили и, пройдя через горные массивы Пиерия, Вермион и Кайманселан, к началу июля достигли основной базы в горном массиве Грамос. В то же время ДАГ успешно нанесла несколько сильных ударов по правительственным войскам силами соединений под командованием Диамантиса и Велиса, действовавших в Румелии. Войска партизан захватили большое количество оружия, в том числе 22 миномёта различных калибров, 372 ручных пулемёта, а также много боеприпасов, снаряжения и продовольствия.
Операция «Терминиус» продолжилась с 26 июня по 22 июля в районе Грамоса, где теперь находилась главная база ДАГ. Вражеская авиация днём и ночью бомбила позиции ДАГ, уничтожала населённые пункты в её тылу, сжигала леса фугасными бомбами. Контролируемая территория изо дня в день суживалась. Командование ДАГ 8 июля отдало приказ осуществить отвлекающий прорыв в сторону Эпира силами шести батальонов. Правительственное командование срочно перебросил значительные силы в район прорыва и после ожесточённых боёв уничтожило пять из них. Воспользовавшись переброской сил противника, в ночь на 12 июля основные силы ДАГ прорвали его оборону в районе города Коница и к утру вышли в тыл правительственных войск в районе Загори, а затем двинулись в направлении Янины — главного города Эпира, посеяв там панику. Из-за отсутствия достаточных сил партизаны не стали продолжать наступление на Янину.
Одновременно правительство Максимоса постаралось использовать также и переговоры с повстанцами, согласившись на проведение 12 июля встречи с представителями КПГ и ЭАМ для обсуждения возможных путей решения внутриполитического конфликта. Однако делегаты компартии потребовали создания правительства, находящегося фактически под контролем ЭАМ и отказались от прекращения партизанской войны. Попытка урегулирования кризиса оказалась сорванной.
С середины лета ДАГ также предпринимало широкомасштабные наступательные операции, пытаясь захватить город Гревена (25 июля) и Мецово (18 октября). Обе попытки провалились. В свою очередь, в ноябре правительством осуществлялась ещё одна военная операция под кодовым названием «Вэлос» («Стрела»). Она проводилась против частей ДАГ в районе Войо—Грамос, но также окончилась неудачей.
Провал военной операции «Терминиус» спровоцировал правительственный кризис, который 23 августа привёл к череде громких отставок. Были уволены командиры 8-й и 15-й дивизий генералы Педзопулос и Мантас, генеральный инспектор министерства обороны Капетанакис. В октябре генерала Вендириса на посту начальника генштаба сменил генерал Яндзис. Произошла чистка в рядах армии, до двух с половиной тысяч солдат и офицеров было арестовано по подозрениям в «связях с партизанами». После непродолжительного правления Константиноса Цалдариса 7 сентября было сформировано коалиционное правительство «Народной партии», во главе с либералом и новым премьер-министром Фемистоклисом Софулисом. В состав нового кабинета вошли 10 либералов и 14 монархистов-народников. 

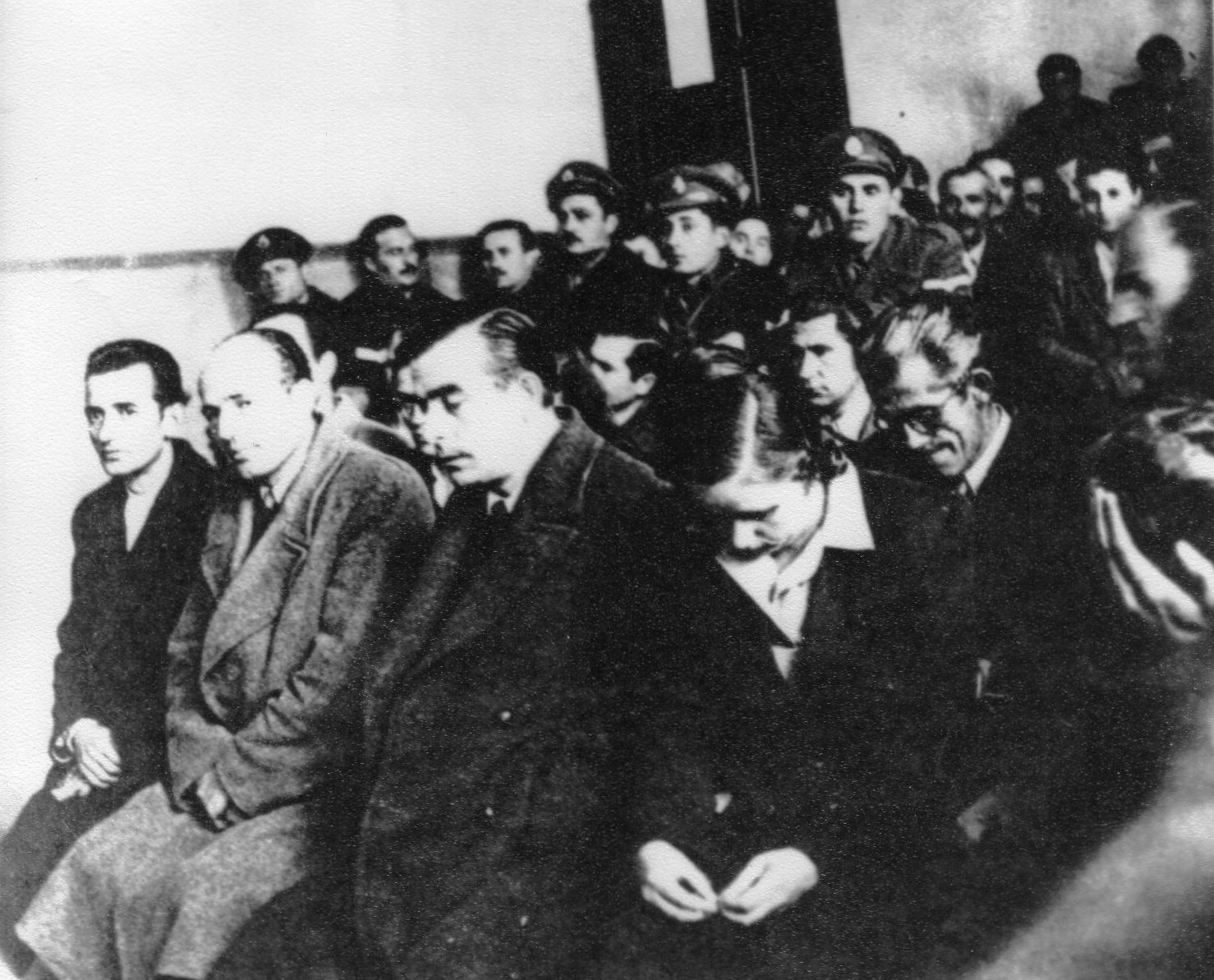
Суд над коммунистами во время войны.

11 сентября была объявлена амнистия всем, кто сложит оружие в течение следующего месяца. Было освобождено несколько тысяч политзаключённых. Софулис пытался наладить тайные контакты с командованием ДАГ, предлагая в обмен на прекращение войны признание ЭЛАС национальным сопротивлением Второй мировой войны с установлением пожизненных пенсий его участникам, предоставление всеобщей амнистии под контролем международных наблюдателей и принятия законодательства для предотвращения актов возмездия коммунистам. Однако на фоне разрастания партизанского движения призывы нового правительства к примирению были попросту проигнорированы коммунистами. 18 октября премьер-министр Софулис провозгласил «общенациональный поход» против коммунистов.
12-15 сентября на пленуме ЦК КПГ было решено осуществить проект «Озера», целью которого было создание отдельного государства в северной Греции с коммунистическим правительством, альтернативным официальным Афинам. Ставилась задача создания регулярной армии численностью не менее 60 000 человек, поэтому коммунисты прибегли к принудительному набору новобранцев на контролируемой ими территории, забирали даже несовершеннолетних детей. Всех новобранцев затем через границу переправляли в тренировочные лагеря в соцстранах.
21 октября 1947 года Генеральная ассамблея Организации Объединённых Наций приняла резолюцию, в которой говорилось, что Албания, Югославия и Болгария несут ответственность за развязывание гражданской войны в Греции, создавшей угрозу независимости и территориальной целостности страны. На резолюцию Совета безопасности ООН о наложении санкций против этих трёх стран СССР наложил вето. Резолюция была принята по просьбе правительства Греции от 3 декабря 1946 года и основывалась на докладе специальной комиссии ООН, которая ездила в Грецию изучать этот вопрос.
24 декабря коммунистами было объявлено о создании «Временного демократического правительства». Его главой стал Маркос Вафиадис, который также занял пост военного министра. «Временное демократическое правительство» хотело добиться признания со стороны СССР и других соцстран. Греческое правительство отреагировало незамедлительно, и 27 декабря был издан закон № 509 «О мерах по защите государственной безопасности, социального мира и гражданских свобод», который вне закона объявил КПГ и ЭАМ. Газета КПГ «Ризоспастис» и другие левые газеты также были запрещены.
Видя, что невозможно захватить северную столицу Греции — Салоники, Генсек КПГ поставил задачу взять под контроль город Коница, находящийся на северо-западе страны в горном массиве недалеко от границы с Албанией, чтобы сделать город резиденцией нового правительства. 25 декабря силы ДАГ атаковали Коницу. Коницу обороняла тысяча солдат 8-й дивизии греческой армии под командованием подполковника Константиноса Доваса. ДАГ разрушила мост Буразани на реке Вьоса, прервав связь Коницы с Яниной. 27 декабря партизаны пошли на штурм самого города, однако за пять дней боёв так и не сумели его захватить. Благодаря энергичным действиям командовавшего войсками в Эпире генерала Вендириса было организовано снабжение осаждённой Коницы по воздуху. Из Мецово через заснеженные горные перевалы были переброшены подкрепления, прибывшие вечером 31 декабря. 4 января 1948 года ДАГ отступила от Коницы. В тот же день в город прибыла королева Греции Фредерика, которая провела встречу с солдатами и местными жителями и провозгласила: «Греция начинается здесь!».
К началу декабря военные операции были приостановлены. В этот период «установилось равновесие сил, которое диктовало обеим сторонам необходимость серьёзно подготовиться к ведению военных действий весной и летом 1948 г.»

### Конфликт в 1948 году
В начале 1948 г. тактика ДАГ претерпела серьёзные изменения по настоянию Генсека КПГ Н. Захариадиса, требовавшего превращения её в регулярную армию, ведущую не партизанскую, а конвенциональную фронтальную войну. В это время ДАГ насчитывала 26 тысяч человек и имела на вооружение лишь стрелковое оружие (не считая лёгкие горные орудия), а в противостоящей ей правительственной армии было 350 тысяч военнослужащих, имелось американское оснащение, включая артиллерию и авиацию.
В начале февраля 1948 года группа партизан начала военную операцию, которая вызвала большую обеспокоенность у государственных органов. В ночь с 9 на 10 февраля 1948 года партизанские отряды, пришедшие из гор Мавровуни, достигли Салоник. Недалеко от деревни Лембет в 8 км от города партизаны открыли огонь и обстреляли Салоники. Рано утром следующего дня армия и жандармерия начали охоту на тех кто это сделал, было арестовано большое количество партизан, участвовавших в операции. 
В феврале-апреле правительственная армия провела две военные операции на северо-западе Греции в горном массиве Мургана, расположенном на самой греко-албанской границе. Несмотря на привлечение противником крупных сил авиации, ДАГ отбила все атаки и контратаковала сама, нанеся наступающим тяжёлые потери. Не добившись успеха, 9 апреля греческое командование прекратило операцию.

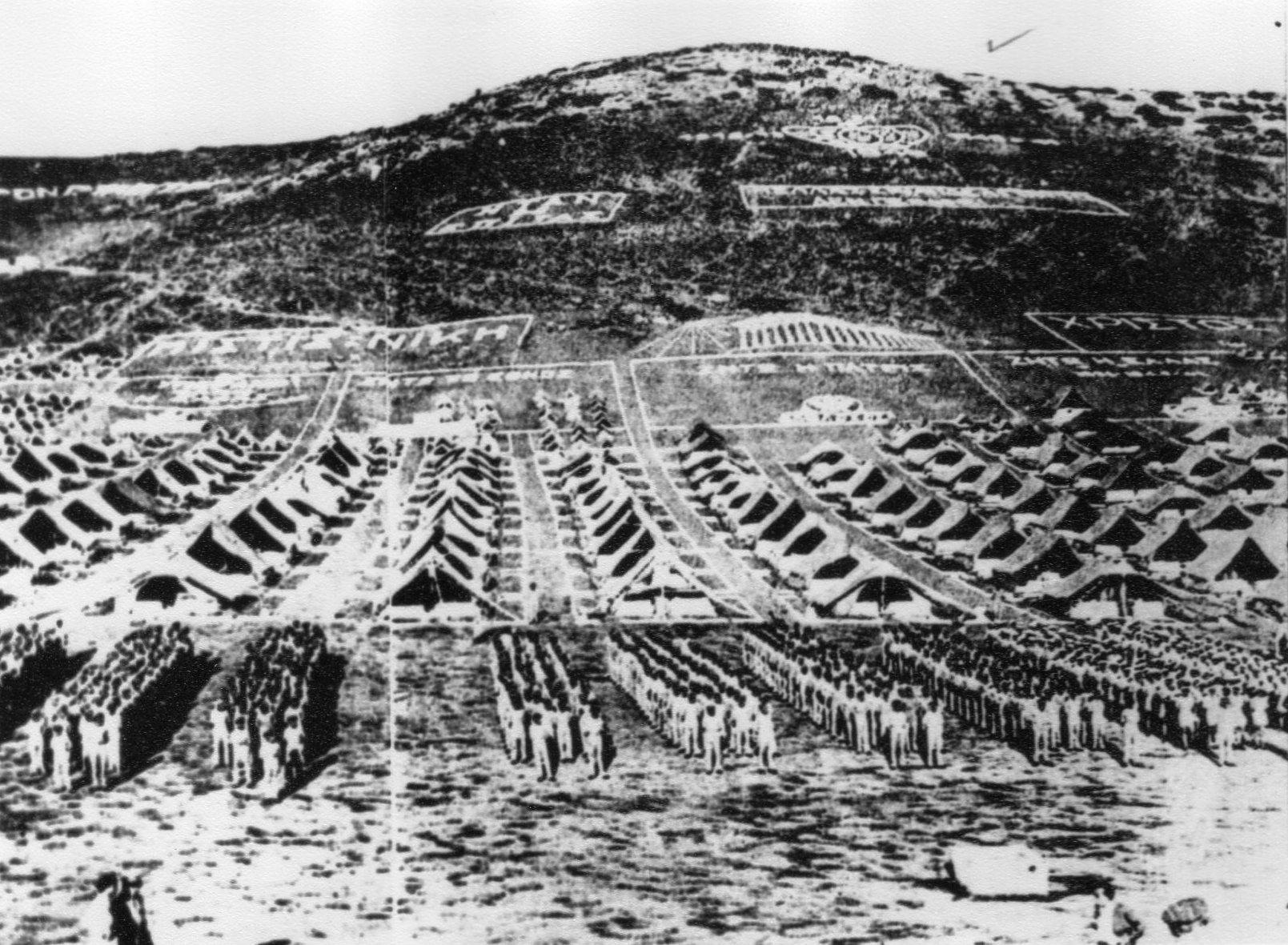
Лагерь для военнопленных на острове Макронисос был открыт во время гражданской войны для солдат-коммунистов или сочувствующих левым силам. Он был закрыт в 1974 году.

Весной 1948 году правительственная армия осуществила ещё одну операцию, под названием «Рассвет» (греч. «Харавги»), целью которой было очистить центральную Грецию от действующих там сил ДАГ. Операция началась 15 апреля, но уже в ночь на 16 апреля под прикрытием сильного ливня главные силы партизан прорвали окружение, нанеся большие потери 9-й дивизии, и ушли на север, где укрылись в южной части Аграфы. Несмотря на неуспех правительственным войскам всё же удалось очистить горные районы Вардусия и Гьона.
Конец весны 1948 года ознаменовался двумя наиболее громкими политическими убийствами во время. 1 мая 1948 года министр юстиции Христос Ладас был убит гранатой в центре Афин, когда он выходил из церкви после службы, убийцей оказался коммунист и боец ДАГ Стафис Муцоянис. После убийства Христоса Ладаса по всей стране наконец было введено чрезвычайное положение, которого не было несмотря на то, что в стране активно велись боевые действия. 4 мая во всех городах страны был введён комендантский час, в ответ было расстреляно 154 коммуниста.
16 мая американский журналист Джордж Полк был найден убитым в Салониках. Полк прибыл в Салоники 7 мая, чтобы попасть в западную Македонию, дабы встретиться и взять интервью у лидера ДАГ Марко Вафиадиса. Его следы исчезли на следующий день, и через неделю его тело было найдено плавающим в Термаикосе. Жандармерия обвинила КПГ и обвинила в убийстве двух партийных чиновников, Адама Музенидиса и Евангелоса Васвана. Позже выяснилось, что два главных обвиняемых не имели никакого отношения к убийству, поскольку первый был уже мёртв в то время, а второй находился в горах Грамоса. Позднее было установлено, что за убийством стояли правые экстремисты, обвинявшими его в «симпатии к коммунизму».
В июле было подписано соглашение о присоединении Греции к плану Маршалла, который обеспечил большую финансовую поддержку. Греция уже и так получила значительную помощь с августа 1947 года в соответствии с доктриной Трумэна.

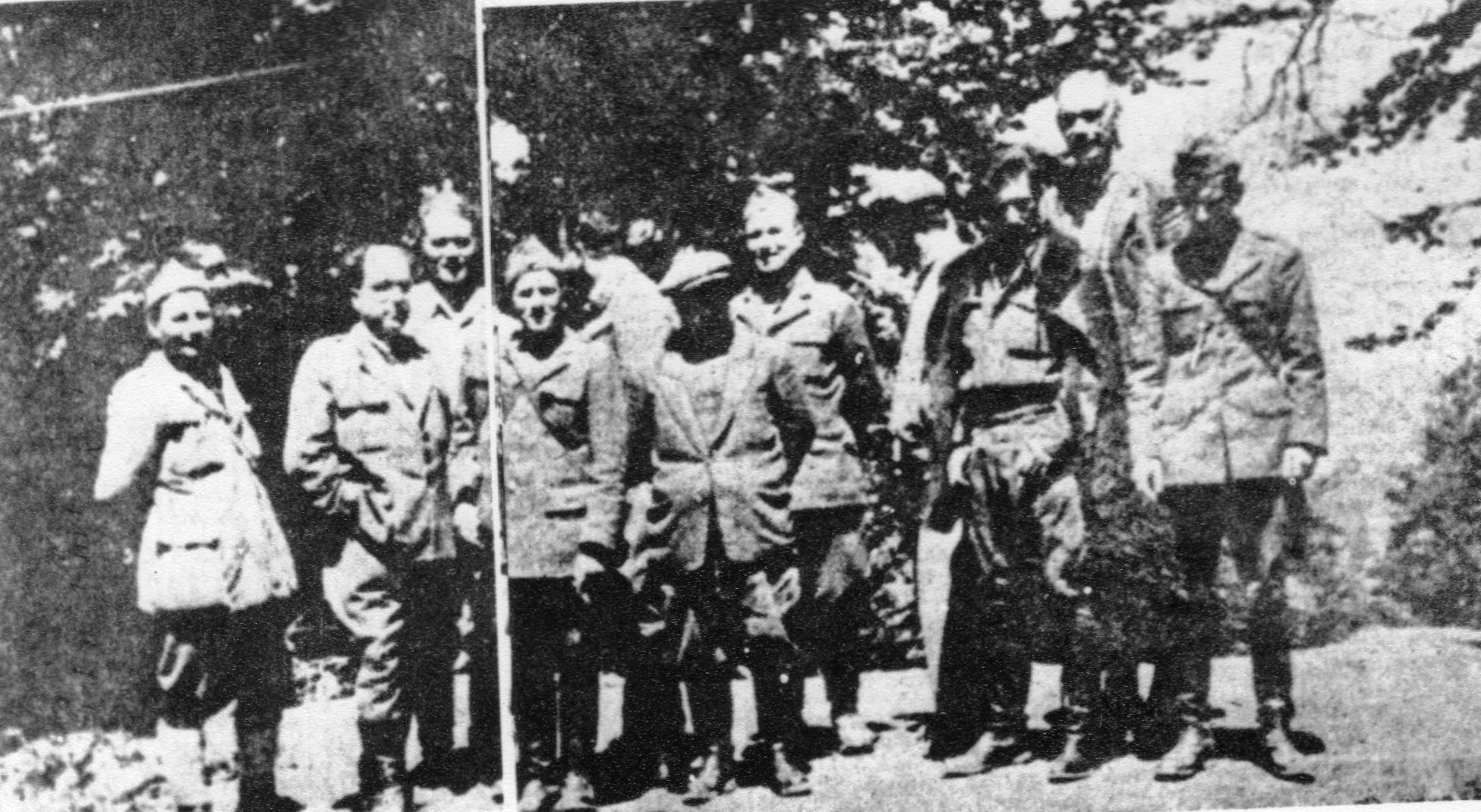
Руководители КПГ и ДАГ

Положение на Балканах к лету 1948 года начало претерпевать серьёзные изменения, главным из которых становился советско-югославский конфликт. Для КПГ этот новый фактор международной политики имел в перспективе угрожающие последствия, так как именно Югославия осуществляла главную помощь повстанцам. 
Летом правительственной армией стала осуществляться операция «Коронис» («Вершина»), целью которой было покончить с войной одним решительным ударом. В начале августа она заняла стратегически важный холм Клефтис, к северу от Коницы, проложив путь к Грамосу. После падения Каменика, к северо-западу от Коницы, бойцы ДАГ покинули свои позиции на Грамосе и, совершив манёвр в ночь с 20 на 21 августа, отступили на Вици. 
После взятия Грамоса греческий генеральный штаб решил в кратчайшие сроки ликвидировать все очаги сопротивления ДАГ, отступивших на Вици. Боевые действия начались 26 августа на северном участке фронта, у горного массива Бела Вода. Попытки правительственных войск прорвать здесь партизанскую оборону не принесли им успеха. Тогда, не прекращая нажима на этом направлении, командование одновременно предприняло наступление и на южном участке фронта, у горного массива Мали-Мади-Буци, начавшееся 30 августа силами шести бригад. К 5 сентября правительственная армия заняла вершиы Вуци, Рабатина и Мескина, но не смогла захватить вершину Мали-Мади из-за сильного сопротивления, с которым она столкнулась на сам вершине и на горе Буци, на северо-восточной стороне Мали-Мади. В ночь на 11 сентября ДАГ предприняла неожиданную контратаку, отбив высоты Мескины и Рабатины. 12 сентября партизаны захватили вершину Вуци на юго-восточной стороне Мали-Мади, завершив возвращение массива. Правительственные войска, получив неожиданный удар, в панике бежали в сторону Кастории. Победа в боях за Мали-Мади стал величайшим военным успехом ДАГ.
Осенью в Варшаве прошло секретное консультативное совещание представителей восточноевропейских компартий и министерств обороны этих стран с представителями греческой компартии и ДАГ. На нём определялись дальнейшие шаги военно-технической и материальной помощи партизанам. В то же время выявилось, что на позиции стран Восточного блока во многом испытывают влияние как всё большего нажима, оказываемого со стороны Запада, так и явного нежелания Москвы усугублять конфликт на Балканах в момент, когда Югославия оказалась вне границ “народных демократий”, а её поведение становилось всё труднее спрогнозировать.
В самом руководстве греческой компартии также произошёл конфликт между Генсеком КПГ Н. Захариадисом и командующим ДАГ М. Вафьядисом. В его основе лежали как разногласия по конкретным вопросам стратегии и тактики вооружённой борьбы партизан (прежде всего, преобразование Демократической армии в регулярную) и но персональные амбиции двух деятелей. Этот конфликт закончился в начале 1949 года отстранением “генерала Mapкоса” с поста командующего и исключением его из партии с последующей депортацией в СССР.
Несмотря на неблагоприятно складывающиеся для греческой компартии обстоятельства, её руководство продолжало ориентироваться на ведение фронтовых операций. 12 декабря 1948 года ДАГ временно заняла город Кардица, 1000 жителей которого были вынуждены вступить в ряды партизан.

### Завершение конфликта в 1949 году

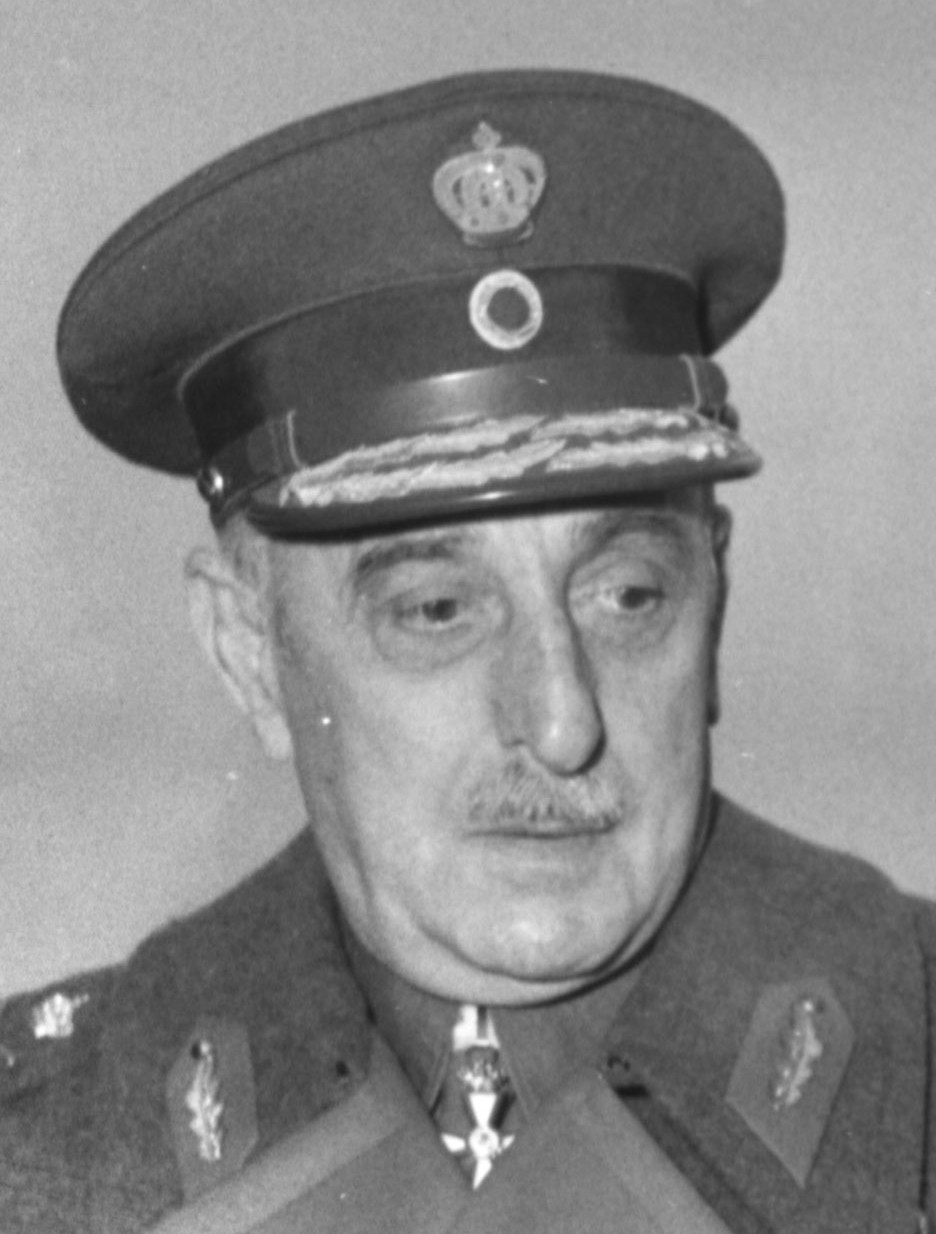
Александрос Папагос был назначен главнокомандующим в начале 1949 года.

В январе 1949 года в результате очередного переформирования кабинета премьер-министром вновь стал Ф. Софулис. Правительство вновь занялось поиском решительных мер подавления партизанского движения в стране. Ставка на военных, особенно ту их часть, которая была связана с американцами, усилилась. 11 января 1949 года генерал Александрос Папагос стал главнокомандующим греческими вооружёнными силами. Папагос решительно принялся за дело: первым делом численность армии была увеличена за полгода с 132 до 250 тысяч человек. В результате масштабной переаттестации офицерского состава были сменены сотни командиров всех уровней. Выдвигались офицеры, доказавшие своё тактическое мастерство на поле боя. Принимались меры по укреплению дисциплины, запрещалось любое отступление без приказа главнокомандующего. Командиры на поле боя получили право расстреливать на месте «трусов и паникёров». Новое руководство греческой армии разработало новый план, направленный на окончательное уничтожение ДАГ. 
Первая часть плана касалась ликвидации группировки ДАГ на Пелопоннесе и называлась операция «Перистера». Против 4 тысяч повстанцев действовал 1-й армейский корпус (44 тысячи военных) под командованием генерал-лейтенанта Т. Цакалотоса.  Операция началась 19 декабря 1948 года при поддержке артиллерии, авиации и флота. На первом этапе были очищены от повстанцев территории вдоль Коринфского залива, затем греческая армия продвинулась вглубь полуострова. В итоге части ДАГ были окружены в горном районе Парнонас на юго-востоке Пелопоннеса и после ожесточённых боёв к концу января 1949 года большая часть повстанцев с их командиром была уничтожена. К концу марта 1949 года зачистка Пелопоннеса была завершена.
В то же время Захариадис и его группа в руководстве КПГ и ДАГ видела перспективы борьбы в оптимистических тонах. 30-31 января 1949 года были обнародованы решения пленума ЦК КПГ в попытке привлечь на свою сторону славян-македонцев, живших в Греции. Коммунисты провозгласили новую политику в национальном вопросе: Эгейская Македония должна была стать «независимым и равноправным членом демократической федерации балканских народов». В составе КПГ была создана отдельная «Коммунистическая организация Эгейской Македонии» (КОАМ). Данное решение вызвало массовый приток в ряды ДАГ славян-македонцев (к весне 1949 года, по некоторым данным, они составляли до половины численности партизан), однако большинством греков это было расценено как попытка расчленить Грецию. Со стороны Югославии такой жест был воспринят как откровенно враждебный, так как в соответствии с официальной югославской точкой зрения существовало только одно Македонское государство — республика в составе Югославской Федерации, а остальные части этой территории должны были инкорпорироваться в уже созданное государство.
В это время ДАГ начала наступательные операции по захвату городов, чтобы обеспечить себя запасами провианта и новобранцами. Атаки ДАГ на Наусу (12 января) и Карпенисион (20 января — 7 февраля) были успешными, в то время как попытка захвата Флорины 12 февраля не удалась.
К началу 1949 года советское руководство окончательно убедилось в бесперспективности повстанческого движения в Греции, и в апреле ЦК ВКП(б) дал прямое указание руководству КПГ прекратить гражданскую войну. Одновременно советская военная помощь ДАГ была резко сокращена. В начале мая СССР начал переговоры с США по урегулированию греческого кризиса. 3 апреля  «Временное демократическое правительство» было реорганизовано во главе с Димитриосом Парцалидисом, а в его состав вошли представители различных левых группировок, в том числе и ЭАМ. 20 апреля оно обратилось в ООН для международного посредничества, чтобы положить конец гражданской войне, в то время как правительства США и Великобритании предложили СССР участвовать в дискуссиях по греческому вопросу. Все попытки договориться между сторонами потерпели неудачу. В Вашингтоне и Лондоне рассчитывали на окончательную ликвидацию партизан уже в ближайшее время и не видели смысла давать какие-либо возможности проигравшей стороне в лице КПГ и ДАГ, которые рассматривались не иначе как “рука Москвы” в Греции..
Ранней весной правительственная армия приступила к выполнению первого этапа операции «Пиравлос», направленной на очистку от коммунистов центральной Греции, Фессалии, Румелии и центральной Македонии. Операция началась с перекрытия 25 апреля перевалов, ведущих на север, а 5 мая развернулось общее наступление. Подразделения ДАГ, разбившись на отряды по 80-100 бойцов, пытались выйти из окружения, но были уничтожены. Против ДАГ успешно действовали подразделения греческих коммандос, копировавшие партизанские методы борьбы. Местное население оказывало активную поддержку правительственным войскам. К концу июля 1949 года Центральная Греция была очищена от коммунистов, одновременно успешно завершились операции по уничтожению отрядов ДАГ на Крите, Самосе, во Фракии. Последним оплотом повстанцев оставались районы Грамоса и Вици.
После смерти премьер-министра Греции Темистоклиса Софулиса новым премьер-министром стал Александрос Диомидис. Тем временем Югославия 11 июля была вынуждена закрыть свои границы с Грецией, чтобы избежать нажима Запада, обвинявшего Белград в предоставлении военно-технической помощи и убежища повстанцам на своей территории. За день до этого, 10 июля, белградская радиостанция объявила «Все македонцы, у которых не было свободной родины», должны найти убежище в социалистической Республике Македонии. Разлом также разделил славяно-македонских коммунистов, многие из которых отказались выступить против Югославии и вышли из КПГ. Многие бойцы и партийные функционеры покинули Грецию и переехали в Социалистическую Республику Македонию. Аналогичный шаг по закрытию границы был сделан и Албанией. Попытки Москвы наладить другой канал снабжения ДАГ через Болгарию оказались малоэффективными. Это ускорило разгром ДАГ.

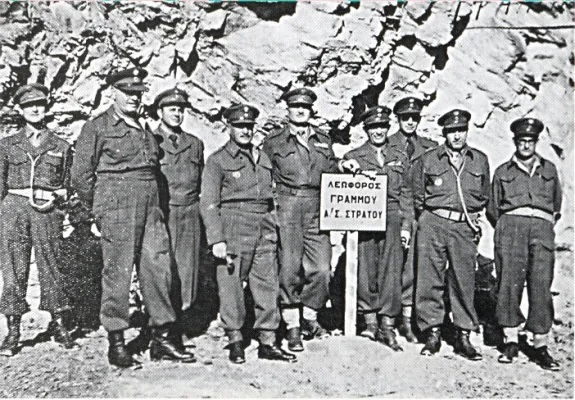
Командование Национальной армии после успешных операций в секторе Граммос (операция Пирсос)

К августу ДАГ насчитывала около 13 тысяч человек в своём последнем оплоте в горных районах Грамос и Вици на северо-западе страны. Была создана мощная оборона, коммунистическое руководство рассчитывало на повторение сценария 1948 года; продержаться до наступления зимы, а затем вернуть утерянные позиции. Захариадис обещал, что «Грамос станет могилой монархо-фашистов».
Тем временем ночью с 2 на 3 августа начался второй этап операции «Пиравлос» под названием «Пирсос I», который состоял в том, чтобы окончательно уничтожить позиции ДАГ на Грамосе. Операция, продолжавшаяся до 8 августа, была отвлекающим манёвром, поскольку основной целью были партизанские позиции в Вици. Операция на Вици началась 10 августа и получила название «Пирсос II». Нанесённый утром основными силами греческой армии удар по Вици застал бойцов ДАГ врасплох. Фронтальная атака на нескольких направлениях сопровождалась активными действиями греческих коммандос в тылу противника. В течение двух дней силы ДАГ в районе Вици были разгромлены, их остатки с боями отступили на Грамос. Последующие атаки на Грамос и переход национальной армии к фронтальному наступлению (Операция «Пирсос III») были нацелены на то, чтобы отсечь партизан от спасительной для них греко-албанской границы. Атаки были начаты 25 августа. После сильной бомбардировки, во время которой использовались зажигательные бомбы, оборона партизан была сломлена. Понимая, что в случае продолжения сопротивления оставшиеся подразделения ДАГ будут окружены и уничтожены, Захариадис был вынужден дать приказ о переходе границы и эвакуации в Албанию. 28 августа повстанцы получили этот приказ и в массовом порядке стали уходить в соседнюю страну. С захватом Грамоса 30 августа гражданская война в Греции закончилась.
15 октября находившееся в изгнании «Временное демократическое правительство» издало декларацию об окончании вооружённой борьбы. Это заявление было передано радиостанцией в Бухаресте. В нём, среди прочего, утверждалось следующее:

ДАГ не сложило руки, а только отступил. ДАГ отступил перед лицом огромного материального превосходства иностранных завоевателей и угнетателей, усиленного титаническим вероотступничеством и предательством, которое поразило его сзади. Но ДАГ не прогнулся и не был раздавлен. ДАГ остаётся сильным изо всех сил. Именно ДАГ остановил кровопролитие, а не монархо-фашистский режим, и ДАГ сделал это, чтобы спасти Грецию от полного уничтожения и порабощения, ставя интересы нашей страны превыше всего. Наши силы в Витси и Граммосе остановили войну, чтобы способствовать миру в Греции. Это не означает капитуляцию. Это означает абсолютную приверженность интересам родины, которую мы не хотели видеть полностью разрушенной.

### Проблема детей

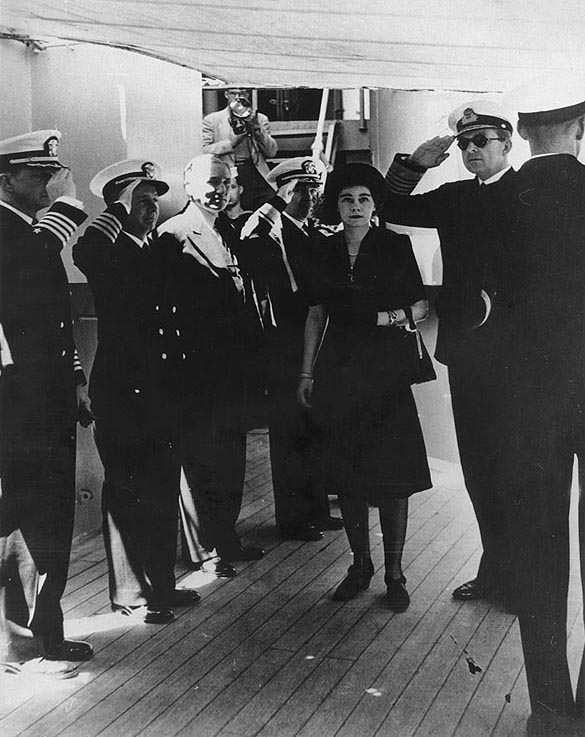
Королева Фредерика Греческая с Павлом I посетила американский крейсер Провиденс в Афинах, около мая 1947 года.

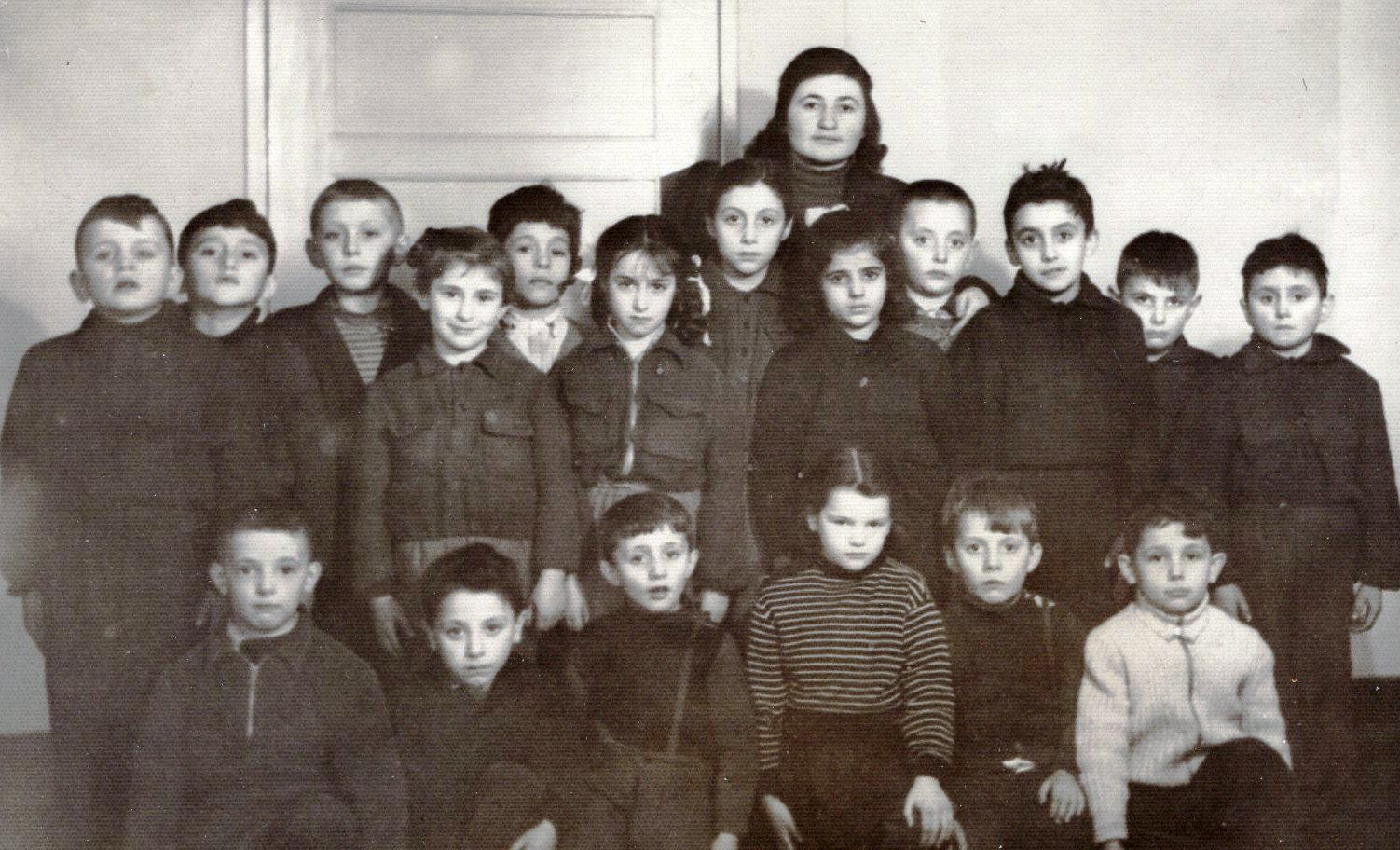
Дети славян-македонцев, вывезенные в Польшу. Фото 1958 года

Вывоз детей из зон военных действий осуществлялись обеими противоборствующими сторонами, и каждая сторона выдвигала гуманитарные соображения. В марте 1948 года «Временное демократическое правительство» приняло решение вывезти всех детей из подконтрольной им территории в страны Восточной Европы. Дети в возрасте от 3 до 14 лет насильно разлучались со своими родителями и были вывезены за пределы Греции, их количество оценивается в более чем 20 000 человек. Практика вызвала бурю реакции со стороны греков, которые сравнили это с турецким налогом крови или девширме.. Этот вопрос привлёк внимание также международной общественности, и специальный комитет ООН опубликовал доклад, в котором говорилось, что «некоторые дети действительно были насильственно вывезены из страны». Коммунистическое руководство утверждало, что детей собирали для эвакуации из Греции по просьбе «народных организаций и родителей». Согласно официальной версии КПГ, временное коммунистическое правительство издало директиву об эвакуации всех несовершеннолетних в возрасте от 4 до 14 лет для защиты от войны и связанных с ней проблем, о чём чётко говорилось в постановлениях Временного правительства от 7 марта 1948 года. По данным источников, не относящихся к КПГ, детей похищали, чтобы внушить им, что они коммунистические янычары.
Правительство отреагировало аналогичным образом, доставив более 25 000 детей, большинство из которых имели родителей в ДАГ, из пострадавших от войны районов в так называемые «детские городки» королевы Фредерики. Комитет ООН сообщал, что «королева Фредерика уже подготовила специальные лагеря на греческих островах для 12 000 греческих детей». Согласно другим исследователям, греческое правительство, проводя политику переселения, отдавало детей партизан на усыновление или помещая их в лагеря для индоктринации. Какая-то часть детей отдавалась на усыновление американским семьям. В ряде резолюций Генеральной ассамблеи ООН содержался призыв к репатриации детей в их дома. Многие из детей, вывезенных в соцстраны, вернулись в Грецию в период с 1975 по 1990 годы.

## Результаты
С 1946 по 1949 год число погибших составило 30 000 человек. В частности, по данным различных историков, в боях за Граммос-Вици в 1948 году, которые продолжались более 2 месяцев (июнь-август), было убито от 7 000 до 12 000 человек.
Другим следствием войны стало чрезвычайно большое количество беженцев или лиц, перемещённых принудительно (включая тысячи детей, которые были отправлены ДАГ в страны восточного блока или переехали и временно поселились в «детских городах») главным образом в Северной Греции, люди были вынуждены покинуть свои дома и деревни либо для того, чтобы не оказаться в центре боевых действий правительственной армии и партизан, либо потому, что их заставляли это делать во время крупномасштабных операций по очистке территорий от коммунистов, или из-за насильственного рекрутирования бойцов со стороны ДАГ. По «Меморандуму о проблеме греческих беженцев», направленному 8 октября 1949 года в Госдепартамент США правительством Греции, премьер-министр Константинос Цалдарис заявил, что количество беженцев и временно перемещённых лиц было 684 607 человек, из которых 166 000 были репатриированы, а ещё 225 000 будут репатриированы в ближайшее время. До 1956 года в трудовых лагерях в Албании и других странах Восточного блока находились захваченные в плен греческие солдаты.
В последующие годы после войны продолжались военные суды над тысячами заключённых солдат ДАГ и массовые ссылки на эгейские острова (Айос-Эфстратиос, Макронисос, Ярос). Преследования и систематические пытки левых продолжались в течение многих лет, кульминацией которых стал государственный переворот в 1967 году.

## Оценка
Согласно послевоенной греческой историографии, гражданская война была «третьим раундом» вооружённой борьбы, которая началась с вооружённых столкновений между организациями сопротивления в 1943 году («первый раунд») и сражений в Эпире и Афинах в декабре 1944 года («второй раунд»). Согласно этой трактовке ЭАМ было просто прикрытием коммунистов для захвата власти в стране, и 1944 году при поддержке Советского Союза КПГ/ЭАМ пытались добиться власти с использованием силы, что привело к гражданской войне.. Многому поспособствовали публикации государством мемуаров военачальников правительственной армии. Эта точка зрения была поддержана группой политологов и историков, которые вступили в острый конфликт с другими историками.
Первые левые исторические интерпретации гражданской войны начали появляться в 1960-х годах. Основная линия этой историографии состояла в том, что ЭАМ была некоммунистической организацией с широкой общественной базой, требующей освобождения от иностранных сил и социальной справедливости. ЭАМ пришёл бы к власти мирными путём, если бы британцы, поддерживаемые местной олигархией, не вмешались. После диктатуры 1967—1974 годов левая историография почти вытеснила правые толкования. Победа ПАСОК на выборах 1981 года сделала эту левую историографическую версию такой же официальной, какой была правая историография в 1950-х годах. Левая точка зрения на гражданскую войну стала доминирующей в общественных дебатах и учебниках. Это не изменилось с момента окончания холодной войны. В последние месяцы 1997 года было опубликовано значительное количество исторических книг с сильным предпочтением левых.
Серьёзным историческим исследованиям мешали плохое состояние государственных документов, недоступность записей KПГ и массовое уничтожение в 1989 году отдельных документов, хранившихся в полиции. Тем не менее, появилась ревизионистская тенденция, которая больше внимания уделяла эпохе оккупации, учитывает социальные и экономические факторы, принимает перспективу «ниже» с сильной местной тенденцией, ставит греческую историю в более широкую международную сравнительную перспективу и опирается на устную историю, местные исследования и личные воспоминания, чтобы восполнить отсутствие информации в архивных материалах. В XXI веке историки пытаются исследовать историческую правду об этом периоде.
На начало XXI века некоторые современные историки считают, что существовали или есть две центральные историографические версии событий 1940-х и 1950-х годов: «версия победителей» и «версия проигравших». Обе определяются идеологическими конфликтами 1940-х годов и характеризуются как военизированные и подверженные политической поддержки со стороны других стран. В этих двух версиях историографии одна сторона идеализирована, а другая демонизирована, без промежуточных оттенков и серых зон.
В настоящее время греческое общество расколото в своих оценках Гражданской войны. В 2008 году был проведён опрос институтом Гэллапа, греков спросили — «Хорошо ли, что правые победили в гражданской войне?». Греки ответили: 43 % — «да», 13 % — «нет», 20 % — «ни то, ни другое» и 24 % вообще не ответили. На вопрос «какую сторону вы бы выбрали, если бы вы жили в ту эпоху», 39 % — «ни одну из сторон», 14 % — «правых», 23 % — «левых», а 24 % вообще не ответили.

### На русском языке
- Калинин А. А. На переднем рубеже холодной войны: США, СССР и Гражданская война в Греции (1944–1949 гг.). Киров: Научное издательство Вятского госуниверситета, 2018, 616 с.
- Кирьякидис Г. Д. Гражданская война в Греции, 1946-1949. М., Наука, 1972. 373 с., ил., 2 л. карт. ISBN 978-5-458-39561-8
- Лавренов С. Я, Попов И. М. Советский Союз в локальных войнах и конфликтах. Астрель. — М. : Астрель, 2003. — С. 54-67 //Гражданская война в Греции.
- Улунян А. А. Коммунистическая партия Греции. Актуальные вопросы идеологии, политики и внутренней истории. М., 1994.
- Улунян А. А. Балканы: горячий мир холодной войны. Греция и Турция между Западом и Востоком, 1946-1960. М., 2001
- Улунян А. А. Политическая история современной Греции. Конец XVIII в. — 90-е гг. XX в. Курс лекций. М.: ИВИ РАН, 1998. - 331 с.
- Черчилль У. Вторая мировая война. Книга третья. Т. 5-6. М., 1991.
- Шеменков К. Греция: проблемы современной истории. М., 1987. С. 140 -157
- Большаков А. Кто такие греческие социалисты? // Сигма, 27.05.2016
- Н.В. Васильева. Балканская политика СССР и Гражданская война в Греции в контексте начальной фазы холодной войны
- Начало Гражданской войны в Греции.
- Гражданская война в Греции и Кипрский конфликт // Гордиенко А. Н. Войны второй половины XX века. — Мн., 1998.
- Ристович М. Тито, Сталин и греческий кризис // Родина. 2003. № 10. С.111.

### На других языках
- Kevin Andrews, The flight of Ikaros, a journey into Greece, Weidenfeld & Nicolson London 1959 & 1969
- Nigel Clive, A Greek experience 1943—1948, ed. Michael Russell, Wilton Wilts.: Russell, 1985 (ISBN 0-85955-119-9)
- Danforth Loring, Boeschoten Riki Van Children of the Greek Civil War: refugees and the politics of memory, Chicago, University of Chicago Press, 2012
- Cordell Hull, The Memoirs of Cordell Hull, New York 1948
- Kenneth Matthews, Memories of a mountain war — Greece 1944—1949, Longmans London 1972 (ISBN 0-582-10380-0)
- Elias Petropoulos, Corpses, corpses, corpses (ISBN 960-211-081-3)
- C. M. Woodhouse[англ.], Apple of Discord: A Survey of Recent Greek Politics in their International Setting, London, 1948 (Woodhouse was a member of the British Military Mission to Greece during the war)
- C. M. Woodhouse, The Struggle for Greece, 1941—1949, Oxford University Press, 2018 (ISBN 1787382567)
- Marantzidis, Nikos, and Giorgos Antoniou. «The axis occupation and civil war: Changing trends in Greek historiography, 1941—2002.» Journal of Peace Research (2004) 41#2 pp: 223—231.
- Nachmani, Amikam. «Civil War and Foreign Intervention in Greece: 1946-49.» Journal of Contemporary History (1990): 489—522. in JSTOR
- Anon, Egina: Livre de sang, un requisitoire accablant des combattants de la résistance condamnés à mort, with translations by Paul Eluard, Editions «Grèce Libre» ca 1949
- Comité d’Aide à la Grèce Démocratique, Macronissos: le martyre du peuple grec, (translations by Calliope G. Caldis) Geneva 1950
- A. Mando Dalianis-Karambatzakis, Children in Turmoil during the Greek civil war 1946-49: today’s adults : a longitudinal study on children confined with their mothers in prison, PhD-thesis, Karolinska Institute, Stockholm, 1994, ISBN 91-628-1281-5.
- Lars Bærentzen, John O. Iatrides, Ole Langwitz Smith, Studies in the history of the Greek Civil War, 1945—1949, 1987
- W. Byford-Jones, The Greek Trilogy: Resistance-Liberation-Revolution, London, 1945
- Philip Carabott, Thanasis D. Sfikas, The Greek Civil War, 2004
- Richard Clogg, Greece, 1940—1949: Occupation, Resistance, Civil War: a Documentary History, New York, 2003 (ISBN 0-333-52369-5)
- D. Close (ed.), The Greek civil war 1943—1950: Studies of Polarization, Routledge, 1993 (ISBN 0-415-02112-X)
- André Gerolymatos, Red Acropolis, Black Terror: The Greek Civil War and the Origins of Soviet-American Rivalry, 1943—1949 (2004).
- Christina J. M. Goulter, "The Greek Civil War: A National Army’s Counter-insurgency Triumph, " Journal of Military History (July 2014) 78:3 pp: 1017-55.
- Iatrides, John O. «Revolution or self-defense? Communist goals, strategy, and tactics in the Greek civil war.» Journal of Cold War Studies (2005) 7#3 pp: 3-33.
- S.N. Kalyvas, The Logic of Violence in Civil War, Cambridge, 2006
- Georgios Karras, The Revolution that Failed. The story of the Greek Communist Party in the period 1941-49 M.A. Thesis, 1985 Dept. of Political Studies University of Manitoba Canada.
- D. G. Kousoulas, Revolution and Defeat: The Story of the Greek Communist Party, London, 1965
- Amikam Nachmani, International intervention in the Greek Civil War, 1990 (ISBN 0-275-93367-9)
- Marion Sarafis &Martin Eve (editors), Background to contemporary Greece, vols 1 &2, Merlin Press London 1990 (ISBN 0-85036-393-4 and −394-2)
- Stefanos Sarafis, ELAS: Greek Resistance Army, Merlin Press London 1980 (Greek original 1946 & 1964)
- Mazower, Mark. Historians at War: Greece, 1940-1950 (англ.) // The Historical Journal : academic journal. — Cambridge: Cambridge University Press, 1995. — June (vol. 38, iss. 2). — P. 499—506. — ISSN 0018-246X.
- Winston S. Churchill, The Second World War
- Geoffrey Chandler, The divided land: an Anglo-Greek tragedy, Michael Russell Norwich 1994 (ISBN 0-85955-215-2)
- Nigel Clive, A Greek Experience: 1943—1948 (Michael Russell, 1985.)
- Iatrides, John O., and Nicholas X. Rizopoulos. «The International Dimension of the Greek Civil War.» World Policy Journal (2000): 87-103. in JSTOR
- E.C.F. Myers, Greek entanglement (Sutton Publishing, Limited, 1985)
- Heinz Richter, British Intervention in Greece. From Varkiza to Civil War, London, 1985 (ISBN 0-85036-301-2)
- Sakkas, John (2013). Old Interpretations and new approaches in the historiography of the Greek Civil war. Thetis (англ.). 20: 425–439.
- The Greek Historiography of the 1940s. A Reassessment (англ.) // Comparative Southeast European Studies. — 2017. — Vol. 65, iss. 2. — P. 316–333. — doi:10.1515/soeu-2017-0020.

### Греческие источники
- Ευάγγελος Αβέρωφ, Φωτιά και τσεκούρι. Written by ex-New Democracy leader Evangelos Averoff[англ.] — initially in French. (ISBN 960-05-0208-0)
- Γενικόν Επιτελείον Στρατού, Διεύθυνσις Ηθικής Αγωγής, Η Μάχη του Έθνους, Ελεύθερη Σκέψις, Athens, 1985. Reprinted edition of the original, published in 1952 by the Hellenic Army General Staff.
- Γιώργος Δ. Γκαγκούλιας, H αθέατη πλευρά του εμφυλίου. Written by an ex-ELAS fighter. (ISBN 960-426-187-8)
- «Γράμμος Στα βήματα του Δημοκρατικού Στρατού Ελλάδας Ιστορικός — Ταξιδιωτικός οδηγός», «Σύγχρονη Εποχή» 2009 (ISBN 978-960-451-080-1)
- «Δοκίμιο Ιστορίας του ΚΚΕ», τόμος Ι. History of the Communist Party of Greece, issued by its Central Committee in 1999.
- Φίλιππος Ηλιού, Ο Ελληνικός Εμφύλιος Πόλεμος — η εμπλοκή του ΚΚΕ, (The Greek civil war — the involvement of the KKE, Themelion Athens 2004 ISBN 960-310-305-5)
- Δημήτριος Γ. Καλδής, Αναμνήσεις από τον Β' Παγκοσμιο Πολεμο, (Memories of the Second World War, private publication Athina 2007)
- Αλέξανδος Ζαούσης, Οι δύο όχθες, Athens, 1992
- Αλέξανδος Ζαούσης, Η τραγική αναμέτρηση Athens, 1992
- Α. Καμαρινού, «Ο Εμφύλιος Πόλεμος στην Πελοπόνησσο», Brigadier General of DSE’s III Division, 2002
- «ΚΚΕ, Επίσημα Κείμενα», τόμοι 6,7,8,9.The full collection of KKE’s official documents of this era.
- Μιχάλης Λυμπεράτος, Στα πρόθυρα του Εμφυλίου πολέμου: Από τα Δεκεμβριανά στις εκλογές του 1946—1949, «Βιβλιόραμα», Athens, 2006
- Νίκος Μαραντζίδης, Γιασασίν Μιλλέτ (ISBN 960-524-131-5)
- Γιώργος Μαργαρίτης, Ιστορία του Ελληνικού εμφύλιου πολέμου 1946—1949, «Βιβλιόραμα», Athens, 2001
- Σπύρος Μαρκεζίνης, Σύγχρονη πολιτική ιστορία της Ελλάδος, Athens, 1994
- Γεώργιος Μόδης, Αναμνήσεις, Thessaloniki, 2004 (ISBN 960-8396-05-0)
- Γιώργου Μπαρτζώκα, «Δημοκρατικός Στρατός Ελλάδας», Secretary of the Communist organization of Athens of KKE in 1945, 1986.
- Μαντώ Νταλιάνη — Καραμπατζάκη, Παιδιά στη δίνη του ελληνικού εμφυλίου πολέμου 1946—1949, σημερινοί ενήλικες, Μουσείο Μπενάκη, 2009, ISBN 978-960-93-1710-8
- Περιοδικό «Δημοκρατικός Στράτος», Magazine first issued in 1948 and re-published as an album collection in 2007.
- Αθανάσιος Ρουσόπουλος, Διακήρυξης του επί κατοχής πρόεδρου της Εθνικής Αλληλεγγύης (Declaration during the Occupation by the chairman of National Solidarity Athanasios Roussopoulos, Athens, published Athens 11 July 1947)
- Στέφανου Σαράφη, «Ο ΕΛΑΣ», written by the military leader of ELAS, General Sarafi in 1954.
- Δημ. Σέρβου, «Που λες… στον Πειραιά», written by one of DSE fighters.